# فهرست خوشنویسان ایرانی
فهرست خوش‌نویسان ایرانی دربرگیرندهٔ نام خوش‌نویسانی است که به یک یا چند شیوه می‌نوشته‌اند و در زمانهٔ خود سرآمد بوده‌اند.

## آ
بالای صفحه - آ الف ب پ ت ث ج چ ح خ د ذ ر ز ژ س ش ص ض ط ظ ع غ ف ق ک گ ل م ن و ه ی 

| نام                  | لقب         | شیوه            | تاریخ         | توضیح                                      | منبع                            |
| -------------------- | ----------- | --------------- | ------------- | ------------------------------------------ | ------------------------------- |
| میرزا رضی آذربایجانی | معتمدالدوله | شکسته و نستعلیق | درگذشت ۱۲۲۳ه‍.ق | مستوفی کریم خان زند، آغامحمدخان‍ و فتحعلی‌شاه | از نوادگان،میرزا رضی آذربایجانی |
| آغامیرزا             |             | نستعلیق         | درگذشت ۱۲۷۴ه‍.ق | خوشنویس هندی شاگرد سیدمحمد امیر رضوی       | [ ۲ ]                           |
| علی آقاحسینی         |             | نستعلیق         | ۱۳۴۱–۱۲۹۰ ش   | شاگرد عماد الکتاب                          | [ ۳ ]                           |
| مهدی آزاد            | آزاد        | شکسته نستعلیق   | ۱۴۰۱ ه‍        |                                            | [ ۴ ] [ ۵ ] [ ۲ ]               |

## الف
بالای صفحه - آ الف ب پ ت ث ج چ ح خ د ذ ر ز ژ س ش ص ض ط ظ ع غ ف ق ک گ ل م ن و ه ی 

| نام                             | نگاره | لقب                      | شیوه                                  | تاریخ                            | توضیح | منبع          |
| ------------------------------- | ----- | ------------------------ | ------------------------------------- | -------------------------------- | --- | ------------- |
| سلطان ابراهیم غزنوی             |       |                          | نسخ                                   | ۴۲۴–۴۹۲ ه‍.ق                       | نوه سلطان محمود غزنوی هرساله قرآنی می‌نوشت و به مکه می‌فرستاد                                                 | [ ۶ ]         |
| سلطان ابراهیم میرزا صفوی        |       | ابوالفتح - جاهی          | نستعلیق                               | درگذشت ۹۸۴ه‍.ق                     | فرزند بهرام میرزا و نوه شاه اسماعیل                                                                         | [ ۷ ]         |
| سلطان ابراهیم میرزا تیموری      |       | ابراهیم‌سلطان - مغیث‌الدین | ثلث و محقق                            | ۷۹۶–۸۳۸ه‍. ق                       | شاهزاده تیموری برادر بایسنقر میرزا                                                                          | [ ۸ ]         |
| محمد ابریشمی                    |       |                          | نستعلیق                               | درگذشت ۹۵۱ه‍.ق                     | شاگرد سلطان‌علی مشهدی                                                                                        | [ ۹ ]         |
| ابن بواب                        |       |                          | خطوط ششگانه                           | سده چهارم و اوائل پنجم           | کامل‌کننده خطوط ششگانه                                                                                       | [ ۱۰ ]        |
| ابن مقله                        |       | بیضاوی - وزیر            | خطوط ششگانه                           | اواخر سوم، اوایل چهارم           | پدیدآورنده خطوط ششگانه                                                                                      | [ ۱۱ ]        |
| ابوالبقا موسوی حسینی            |       | رستم الخطاطین            | نستعلیق                               | ۱۰۲۷–۱۱۰۰ه‍.ق                      | مدتی در هند بود و به اصفهان بازگشت                                                                          | [ ۱۲ ]        |
| محمد احصایی                     |       |                          | نقاشیخط، نستعلیق و محقق               | معاصر                            | فروش آثارش در حراج کریستی رکوردشکن بوده                                                                     |               |
| عباس اخوین                      |       |                          | نستعلیق                               | معاصر                            | رئیس مرکز کتابت و تعلیم ایران                                                                               | [ ۱۳ ]        |
| محمدعلی ارتقائی                 |       | ادیب العلما              | نستعلیق، نسخ، ثلث، ریحان، کوفی، شکسته | قاجار تا دوره معاصر              | شاگرد پدرش میرزا محسن آقا ادیب العلما                                                                       |               |
| محمدرحیم اردبیلی                |       |                          | نستعلیق                               | زادهٔ ۱۰۷۷ ه‍.ق                     | خوشنویس اردبیلی                                                                                             |               |
| نظام الدین اردبیلی              |       |                          | نستعلیق و خطوط ششگانه                 | زادهٔ ۹۲۰ ه‍.ق                      | خوشنویس آذربایجانی                                                                                          |               |
| سید علی‌اکبر اردستانی            |       |                          | نسخ                                   | سده سیزدهم                       | شاگرد زین‌العابدین اصفهانی                                                                                   | [ ۱۴ ]        |
| علی‌عسگر ارسنجانی                |       |                          | نسخ                                   | سده سیردهم                       | شاعر و خوشنویس، پدر محمد شفیع و محمدحسین ارسنجانی                                                           | [ ۱۵ ]        |
| محمدشفیع ارسنجانی               |       |                          | نسخ                                   | درگذشت ۱۳۳۳ ه‍. ق                  | فرزند و شاگرد علی‌عسگر ارسنجانی                                                                              | [ ۱۵ ] [ ۱۶ ] |
| صفی‌الدین عبدالمومن ارموی        |       |                          | نسخ                                   | ۶۱۳–۶۹۳ ه‍. ق                      | موسیقی‌دان، خوش‌نویس، ادیب و عروض‌دان که برخی او را استاد یاقوت مستعصمی می‌دانند                                | [ ۱۷ ] [ ۱۸ ] |
| محمدحسین ارسنجانی               |       | افتخارالکتاب             | نسخ                                   | ۱۳۳۰ ه‍. ق                         | زادهٔ ارسنجان و فعال در شیراز، فرزند و شاگرد علی‌عسگر ارسنجانی                                                | [ ۱۶ ]        |
| معین‌الدین محمد اسفزاری          |       | زمجی                     | تعلیق                                 | سده نهم                          | از تاریخ نگاران، دانشمندان و خوشنویسان عصر تیموری در هرات                                                   | [ ۱۹ ]        |
| محمدسعید اشرف مازندرانی         |       | اشرف                     | نستعلیق                               | درگذشت ۱۱۱۶ه‍.ق                    | خوشنویس و شاعر دربار اورنگ‌زیب در هند                                                                        | [ ۲۰ ]        |
| نصرالله افجه‌ای                  |       |                          | نقاشیخط                               | معاصر                            | از پیشروان نقاشیخط                                                                                          | [ ۱۳ ]        |
| عبدالرحیم افسر اصفهانی          |       |                          | نستعلیق                               | درگذشت ۱۳۱۵ه‍.ق                    | شاعر و خوشنویس، دوره ناصری                                                                                  | [ ۲۱ ]        |
| عبدالجبار اصفهانی               |       |                          | نستعلیق                               | سده یازدهم                       | از شاگردان تراز اول میرعماد                                                                                 | [ ۲۲ ]        |
| ابوتراب اصفهانی                 |       | ترابا-رئیس‌الخطاطین       | نستعلیق                               | درگذشت ۱۰۷۲ ه‍.ق                   | جانشین و از بهترین شاگردان میرعماد                                                                          | [ ۲۳ ]        |
| سید محمد اصفهانی                |       | شرف‌المعالی - بقا         | نسخ                                   | درگذشت پس از ۱۳۴۱ ه‍.ق             | شاگرد زین العابدین اصفهانی                                                                                  | [ ۱۴ ] [ ۲۴ ] |
| محمد حسین اصفهانی               |       | مشکین قلم                | نستعلیق و خطوط دیگر                   | درگذشت ۱۳۳۰ ه‍. ق                  | مدتها در عثمانی و مصر بود                                                                                   | [ ۲۵ ]        |
| محمد حسین اصفهانی               |       |                          | نستعلیق                               | سده سیزدهم                       | در اطراف در نقرهٔ تقدیمی امیرنظام گروسی به آستانه رضوی کتیبه‌ای از اشعار سرخوش نوشته‌است                       | [ ۲۶ ]        |
| نورالدین محمد اصفهانی           |       |                          | نستعلیق                               | درگذشت ۱۰۹۴ه‍. ق                   | فرزند ابوتراب‌اصفهانی (ترابا) برادر محمدصالح                                                                 | [ ۲۷ ]        |
| محمدصالح اصفهانی                |       |                          | ثلثونستعلیق                           | درگذشت ۱۱۲۶ه‍.ق                    | کتیبه‌نویس مسجدشاه شاگرد میرعماد                                                                             | [ ۲۸ ]        |
| محمدباقر اصفهانی                |       | سِمسوری                   | نستعلیق                               | سده سیزدهم                       | هم‌عصر فتحعلی‌شاه، محمدشاه و‍ ناصرالدین‌شاه                                                                      | [ ۴ ] [ ۵ ]   |
| محمدرضا اصفهانی                 |       | کر                       | شکسته                                 | سده دوازدهم                      | شاگرد درویش عبدالمجید طالقانی، کاتب‍اسمعیل سلطان خبوشانی                                                      | [ ۲۹ ]        |
| محمدعلی اصفهانی                 |       |                          | نسخ                                   | ۱۲۵۵–۱۳۱۳ه‍.ق                      | سردودمان خاندان قدسی اصفهان                                                                                 | [ ۳۰ ]        |
| محمدعلی اصفهانی                 |       | سلطان‌الکتّاب              | نسخ و رقاع                            | درگذشت پس از ۱۳۲۴ ه‍.ق             | خوشنویس اصفهانی                                                                                             | [ ۱۶ ]        |
| محمدعلی وفا اصفهانی             |       | وفا                      | شکسته                                 | سده دوازدهم                      | آشنا به‍طب، سیاق و‍ شعر‍، هم‌عصر و پیرو‍ شفیعا                                                                       | [ ۳۱ ]        |
| محمدهادی اصفهانی                |       | هادی مترجم               | نسخ                                   | اواخر یازدهم اوایل دوازدهم       | خوشنویس، مؤلف و عالم اواخر دوره صفوی                                                                        | [ ۳۲ ]        |
| محمدبن ابوالقاسم اصفهانی        |       | صفایی                    | نسخ                                   | اواخر دوازدهم اوایل سیزدهم       | از خوشنویسان دوره فتحعلی‌شاه قاجار                                                                           | [ ۳۳ ]        |
| آقامحمود اصفهانی                |       |                          | نسخ                                   | دوره قاجار                       | استاد زین‌العابدین و غلامعلی اصفهانی                                                                         | [ ۳۴ ]        |
| زین العابدین اصفهانی            |       | اشرف الکتاب              | نسخ                                   | دوره قاجار                       | از خوشنویسان دربار ناصرالدین شاه قاجار                                                                      | [ ۳۵ ]        |
| میرزا غلامرضا اصفهانی           |       |                          | نستعلیق و شکسته                       | ۱۲۴۶–۱۳۰۴ه‍.ق                      | خوشنویس بزرگ دربار ناصرالدین شاه قاجار                                                                      | [ ۳۶ ]        |
| علی‌رضا اصفهانی                  |       | پرتو- آقاجان             | نسخ                                   | سده سیزدهم                       | شاعر و نسخ‌نویس برجسته                                                                                       | [ ۳۷ ]        |
| غلامعلی اصفهانی                 |       |                          | نسخ                                   | درگذشت ۱۲۶۹ه‍.ق                    | هم‌دوره با زین العابدین اصفهانی                                                                              | [ ۳۸ ]        |
| میرزا کوچک اصفهانی              |       |                          | شکسته                                 | اواخر دوازدهم اوایل سیزدهم       | معروف‌ترین شاگرد درویش عبدالمجید طالقانی                                                                     | [ ۲۹ ]        |
| ملا هدایت‌الله اصفهانی           |       |                          | نستعلیق                               | سده دهم                          | شاگرد میرمعزالدین محمد کاشانی                                                                               | [ ۳۹ ]        |
| جلال‌الدین اعتضادی               |       | صدرالکتاب - کتاب الملک   | نستعلیق                               | زاده ۱۲۷۵ ش                      | شاگرد میرزا غلامرضا اصفهانی                                                                                 | [ ۴۰ ]        |
| ابوالحسن اعتصامی                |       |                          | نستعلیق                               | ۱۲۸۲–۱۳۵۷ ش                      | نقاش، معمار، خطاط، و نویسنده                                                                                | [ ۴۱ ]        |
| الیاس بن قاضی ابوبکر بن نصرالله |       |                          | بهاری                                 | سده هفتم                         | اهل بندر لهری در پاکستان، نخستین نمونه خط بهاری به تاریخ ۶۷۶ ه‍.ق/۱۲۳۳ م و رقم او در موزه افغانستان موجود است | [ ۴۲ ]        |
| شیخ محمد امامی                  |       |                          | نستعلیق                               | سده نهم                          | |               |
| محمد رضا امامی                  |       | امام خطاطان              | نستعلیق، ثلث و نسخ                    | سده یازدهم                       | کتیبهنویس بناهای اصفهان در دوره صفوی                                                                        | [ ۴۳ ]        |
| محمد محسن امامی                 |       |                          | ثلث                                   | سده یازدهم و اوایل دوازدهم       | فرزند محمد رضا امامی و پدر علی‌نقی امامی                                                                     | [ ۴۴ ]        |
| علی‌نقی امامی                    |       | اصفهانی                  | نستعلیق، ثلث، نسخ و رقاع              | اواخر سده یازدهم و اوایل دوازدهم | کتیبه‌نویس اغلب بناهای اصفهان در دوره شاه سلطان حسین، فرزند محمد محسن امامی                                  | [ ۴۴ ] [ ۴۵ ] |
| غیب‌الله امامی                   |       |                          | نستعلیق                               | سده نهم                          | از شاگردان اظهر تبریزی                                                                                      | [ ۴۶ ]        |
| ابوالقاسم مصحح                  |       | المصحّح                   | تعلیق، شکستهٔ نستعلیق                  | درگذشت پس از ۱۳۱۹ ه‍.ق             | | [ ۱۶ ]        |
| حاجی امیرمحمد                   |       |                          | نستعلیق                               | درگذشت ۱۰۷۳ه‍.ق                    | شاگرد رشیدا که همراه او به کشمیر رفت                                                                        | [ ۴۷ ]        |
| غلامحسین امیرخانی               |       |                          | نستعلیق                               | زادهٔ ۱۳۱۸ ه‍. ش                    | رئیس انجمن‌خوشنویسان و خانه هنرمندان ایران                                                                   |               |
| اسماعیل امیرخیزی                |       |                          | نستعلیق                               | ۱۲۵۶–۱۳۴۴ ش                      | نویسنده و از رجال انقلاب مشروطه ایران از شاگردان میرزا سید حسین خوشنویس‌باشی                                 | [ ۴۸ ]        |
| سیدمحمد امیر رضوی               |       |                          | نستعلیق                               | درگذشت ۱۲۷۴ه‍.ق                    | خوشنویس، نقاش، سنگتراش و کشتیگیر هندی                                                                       | [ ۲ ]         |
| سلطان‌علی اوبهی                  |       | حافظ - هروی              | نستعلیق                               | سده نهم یا دهم                   | از دانشوران دستگاه امیر علی‌شیر نوایی و مؤلف فرهنگ تحفةالاحباب                                               |               |
| محی‌الدین محمد اورنگ‌زیب          |       | اورنگ‌زیب - عالمگیر       | نسخ                                   | ۱۰۲۷–۱۱۱۸ ه‍.ق                     | ششمین و آخرین امپراتور بزرگ گورکانی هند                                                                     | [ ۴۲ ]        |
| ایلچی ابراهیم                   |       | ایلچی                    | نستعلیق                               | سده دهم                          | شاگرد میرمعزالدین محمد کاشانی                                                                               | [ ۱۰ ]        |

## ب
بالای صفحه - آ الف ب پ ت ث ج چ ح خ د ذ ر ز ژ س ش ص ض ط ظ ع غ ف ق ک گ ل م ن و ه ی 

| نام                   | لقب                     | شیوه                         | تاریخ                      | توضیح | منبع                 |
| --------------------- | ----------------------- | ---------------------------- | -------------------------- | --- | -------------------- |
| بابا شاه اصفهانی      | عراقی- حالی- رئیس‌الرؤسا | نستعلیق                      | درگذشت ۹۹۶ ه‍.ق              | پس از میرعماد بهترین نستعلیق‌نویس                                                                                       | [ ۴۹ ]               |
| ظهیرالدین محمد بابُر   | بابُر                    | بابُری                        | ۸۸۸–۹۳۷ ه‍.ق                 | مؤسس سلسله گورکانیان هند، خط بابری را به‌نام خود ابداع کرد و نسخه‌ای از قرآن را به این خط نوشت و برای تبرک به مکه فرستاد | [ ۴۲ ]               |
| عبدالخالق باخرزی      |                         | نستعلیق                      | سده دهم                    | از شاگردان میرعلی هروی                                                                                                 | [ ۱۲ ]               |
| محمدحسین باخرزی       |                         | نستعلیق                      | سده دهم                    | شاگرد سلطان محمد خندان و شاه‌محمود نیشابوری                                                                             | [ ۵۰ ]               |
| باقر بنا              |                         | ثلث                          | اواخردهم اوایل یازدهم      | کتبه‌نویس گمنام مسجد شیخ لطف‌الله که خط ثلث او با علیرضا عباسی برابری می‌کند                                              | [ ۵۱ ]               |
| میر محمد باقر هروی    | مولانا                  | نستعلیق و تعلیق              | درگذشت پس از ۹۸۲ ه‍.ق        | فرزند و شاگرد میرعلی هروی، خطاط دربار خان‌خانان و همایون و اکبر                                                         | [ ۵۱ ] [ ۵۲ ] [ ۵۳ ] |
| میر محمد باقر حسینی   |                         | نستعلیق                      | سده یازدهم و اوایل دوازدهم | فرزند میر زین العابدین، خوشنویس دربار اورنگ زیب در هند که او را به معلمی شاهزادگان گمارده بود                          | [ ۵۴ ]               |
| باقر تبریزی           |                         | نستعلیق و نسخ                | سده دهم                    | از خوشنویسان دوره قاجار در تبریز                                                                                       | [ ۵۵ ]               |
| بایسنقر میرزا         | سلطان بایسنقر بهادرخان  | محقق و ثلث                   | ۸۰۲–۸۳۷ه‍.ق                  | شاهزاده تیموری و بزرگترین محقق‌نویس                                                                                     | [ ۵۶ ]               |
| میرعضد بخاری          |                         | نستعلیق                      | سده نهم                    | از شاگردان عبدالرحیم خوارزمی                                                                                           | [ ۴۶ ]               |
| میرمحمد معصوم بخاری   |                         | نستعلیق                      | سده دهم                    | از شاگردان میرعلی هروی                                                                                                 | [ ۱۲ ]               |
| محمد امین بخارائی     | حاجی میرک بخاری         | نستعلیق                      | سده دهم                    | از شاگردان میرعلی هروی                                                                                                 | [ ۱۲ ] [ ۵۷ ]        |
| سلطان‌محمود بخاری      |                         | نستعلیق                      | سده دهم                    | از شاگردان میرعلی هروی                                                                                                 | [ ۱۲ ]               |
| میرچلمه بخاری         |                         | نستعلیق                      | سده دهم                    | از شاگردان میرعلی هروی                                                                                                 | [ ۱۲ ]               |
| ابراهیم بخت شکوهی     |                         | شکسته، نستعلیق و خطوط ششگانه | ۱۳۲۰–۱۳۸۵ ش                | شاگرد حسن هریسی یک دهه رئیس انجمن خوشنویسان تبریز بود                                                                  | [ ۵۸ ] [ ۵۹ ]        |
| آقاسید مرتضی برغانی   |                         | نستعلیق                      | درگذشت ۱۳۰۸ ش              | شاگرد میرزا رضا کلهر، استاد و پدر سیدحسین میرخانی و سیدحسن میرخانی                                                     | [ ۱۶ ]               |
| بدیع‌الزمان تبریزی     | بدیعا - نیک نگار        | نستعلیق                      | سده یازدهم                 | خوشنویس، ادیب و حکیم فرزند علیرضا عباسی                                                                                | [ ۶۰ ]               |
| میرمصطفی بغدادی       |                         | نستعلیق                      | سده دهم                    | |                      |
| بمبو بن حسن           |                         | ثلث                          | سده یازدهم                 | کتیبه‌هایی در شهر تهته پاکستان دارد                                                                                     | [ ۴۲ ]               |
| علی بنان مدنی سیاوشان |                         | شکستهٔ نستعلیق                | درگذشت پس از ۱۳۴۷ ه‍.ق       | | [ ۱۶ ]               |
| بهادرشاه دوم          | ظفر                     | نستعلیق، طغرا                | ۱۱۷۳–۱۲۵۲ه‍.ق                | آخرین پادشاه‍ گورکانی‍ که‍ هند‍ را به‍ انگلستان واگذار کرد                                                                       | [ ۶۱ ]               |
| بهرام میرزا           | ظهیرالدین               | نستعلیق                      | درگذشت ۹۵۶ ه‍.ق              | شاهزاده صفوی فرزند شاه اسماعیل                                                                                         | [ ۶۱ ]               |
| ابراهیم بوذری         |                         | نستعلیق                      | ۱۲۷۵–۱۳۶۵ ش                | موسیقی‌دان ادیب و خوشنویس از شاگردان عمادالکتاب                                                                         | [ ۶۲ ]               |
| بهبود میرزا           | شاهنشاهی                | نستعلیق                      | سده دهم                    | از شاگردان محمدحسین تبریزی، مدتی در کتابخانه خان‌خانان در هند مشغول بود                                                 | [ ۶۳ ]               |
| مهدی بیانی            | دکتر                    | شکستهٔ نستعلیق                | ۱۲۸۵–۱۳۴۶ ش                | شاگرد کاتب‌الخاقان، بنیانگذار کتابخانه ملی، پژوهشگر و کارشناس نسخه‌های خطی و مؤلف کتاب «احوال و آثار خوشنویسان» در ۴ جلد | [ ۱۶ ]               |

## پ
بالای صفحه - آ الف ب پ ت ث ج چ ح خ د ذ ر ز ژ س ش ص ض ط ظ ع غ ف ق ک گ ل م ن و ه ی 

| نام                | لقب               | شیوه      | تاریخ            | توضیح | منبع          |
| ------------------ | ----------------- | --------- | ---------------- | --- | ------------- |
| عبدالمجید پروین‌رقم | پروین‌رقم - لاهوری | نستعلیق   | ۱۹۰۱–۱۹۴۶ م      | خوشنویس بزرگ شبه قاره هند، اهل گوجرانواله از توابع پنجاب پاکستان امروزی، شیوهٔ او «نستعلیق لاهوری» یا «نستعلیق پروینی» نام گرفته و دیوان اقبال لاهوری را نوشته | [ ۶۴ ] [ ۶۵ ] |
| بایزید پورانی      | شیخ               | نستعلیق   | زاده ۹۰۰ ه‍.ق      | خطاط و شاعر غزلسرای اهل هرات که به هند رفت، از شاگردان اظهر تبریزی                                                                                            | [ ۴۶ ]        |
| شیخ پیر آگره       |                   | کلیه خطوط | سده یازدهم       | خوشنویس دربار جهانگیر در پیشاور هند | [ ۶۶ ]        |
| پیرمحمد ثانی       |                   | ثلث و نسخ | سده دهم          | اکثر کتیبه‌های شیراز در ۹۲۰ ه‍.ق را کار او می‌دانند | [ ۶۷ ]        |
| پیرمحمد صوفی       |                   |           | سده نهم          | اهل بخارا بود و ۴۴ بار قرآن را نوشته | [ ۶۸ ]        |
| پیرمحمد هروی       |                   | نستعلیق   | سده دهم          | از شاگردان میرعلی هروی | [ ۱۲ ]        |
| احمد               | پیله چی قزوینی    | نستعلیق   | معاصر- زاده 1339 | |               |

## ت
بالای صفحه - آ الف ب پ ت ث ج چ ح خ د ذ ر ز ژ س ش ص ض ط ظ ع غ ف ق ک گ ل م ن و ه ی 

| نام                        | لقب                             | شیوه                   | تاریخ                    | توضیح                                                                  | منبع          |
| -------------------------- | ------------------------------- | ---------------------- | ------------------------ | ---------------------------------------------------------------------- | ------------- |
| تاج‌الدین زرین‌رقم           | زرین‌رقم - لاهوری - حاج احمد نور | نستعلیق                | ۱۹۰۶–۱۹۵۵ م              | شیوه‌اش در پاکستان به «مجلس خطاطان» شهرت دارد                           | [ ۶۹ ]        |
| اظهر تبریزی                | استاد استادان - ظهیرالدین       | نستعلیق و خطوط ششگانه  | درگذشت ۸۸۰ ه‍.ق            | شاگرد جعفر تبریزی                                                      | [ ۷۰ ] [ ۷۱ ] |
| امیر بدرالدین تبریزی       |                                 | کوفی، نستعلیق و ششگانه | اواخر هشتم، اوایل نهم    | هم‌عصر امیر تیمور                                                       | [ ۷۲ ]        |
| سعدالدین تبریزی            |                                 |                        | سده هشتم                 | شاگردمحمد بندگیر، استاد شمس صوفی                                       | [ ۷۳ ]        |
| علی‌محمد تبریزی             |                                 | نستعلیق                | حدود ۱۲۵۲–۱۳۲۲ ه‍.ق        | زاده شهر تبریز شاگرد میرحسین خوشنویس                                   | [ ۱۶ ] [ ۷۴ ] |
| محمد تبریزی                |                                 | نسخ                    | درگذشت ۱۱۱۵ه‍.ق            | همزمان با شاه سلطان حسین صفوی                                          | [ ۷۵ ]        |
| محمد بنددوز تبریزی         | بنددوز - بندگیر                 | خطوط ششگانه            | سده هشتم                 | خواهرزاده عبدالله صیرفی ومعاصر امیر تیمور                              | [ ۷۶ ]        |
| محمدحسین تبریزی            | مهین استاد - محزون              | نستعلیق                | درگذشت ۹۸۵ ه‍.ق            | کتیبه‌نویس، شاگرد مالک دیلمی و استاد بزرگانی چون علیرضا عباسی و میرعماد | [ ۷۷ ] [ ۷۸ ] |
| محمدرضا تبریزی             |                                 | نستعلیق                | سده دهم                  | شاگرد محمدحسین تبریزی                                                  | [ ۷۹ ]        |
| حاج محمد تبریزی            |                                 | نستعلیق                | سده دهم                  | شاگرد شاه‌محمود نیشابوری                                                | [ ۸۰ ]        |
| محمدشفیع تبریزی            |                                 | نسخ                    | نیمه اول سده سیزدهم      | از نسخ‌نویسان تراز اول تبریز                                            | [ ۸۱ ]        |
| محمد معین‌الدین تبریزی      |                                 | خطوط ششگانه            | سده نهم                  | شاگرد شیخ محمد بنددوز تبریزی یا بندگیر                                 | [ ۷۶ ]        |
| عبدالباقی تبریزی           |                                 | خطوط ششگانه            | درگذشت ۱۰۳۹ ه‍. ق          | شاگرد علیرضا عباسی و علاءالدین تبریزی                                  | [ ۸۲ ] [ ۸۳ ] |
| عبدالله بن میرعلی تبریزی   | شیرین قلم                       | نستعلیق                | سده نهم                  | پسر میرعلی تبریزی و استاد جعفر تبریزی                                  | [ ۸۴ ]        |
| عبدالغفار تبریزی           |                                 | نستعلیق                | سده سیزدهم               |                                                                        | [ ۸۵ ]        |
| علاءالدین تبریزی           | مُلا عُلا بیک                     | خطوط ششگانه            | درگذشت پس از ۱۰۰۱ ه‍.ق     | استاد عبدالباقی تبریزی و علیرضا عباسی                                  | [ ۳۴ ] [ ۸۳ ] |
| قاسم‌آقا تبریزی             |                                 | خطوط ششگانه            | درگذشت ۱۲۹۲ه‍. ق           | از آذربایجان به عثمانی و مصر رفت                                       | [ ۸۶ ]        |
| میر علی تبریزی             |                                 | نستعلیق و سایر خطوط    | درگذشت ۸۵۰ه‍.ق             | او را واضع خط نستعلیق می‌دانند                                          | [ ۷۲ ]        |
| سلطان‌محمود تربتی           |                                 | نستعلیق                | سده دهم                  | از شاگردان شاه‌محمود نیشابوری                                           | [ ۸۰ ]        |
| میر عبدالله ترمذی          | وصفی - مشکین‌قلم                 | نستعلیق                | اواخر دهم و اوایل یازدهم | خوشنویس و شاعر دربار‍ اکبرشاه‍ و جهانگیر در‍هند                              | [ ۸۷ ]        |
| میرمحمدصالح ترمذی          | کشفی                            | نستعلیق                | درگذشت ۱۰۶۱ه‍. ق           | شاعر و خطاط دربار شاه‌جهان فرزند‍عبدالله ترمذی                            | [ ۸۸ ]        |
| میرمحمد مؤمن ترمذی         | عرشی                            | نستعلیق                | سده یازدهم               | از شاعران و خوشنویسان هند فرزند‍ عبدالله ترمذی                           | [ ۸۸ ]        |
| مقصودعلی ترک               |                                 | نستعلیق                | سده دهم                  |                                                                        |               |
| حسین بن علی تونی           |                                 | نستعلیق                | سده نهم                  |                                                                        |               |
| خصالی هروی تونی            |                                 | نستعلیق                | سده دهم                  |                                                                        |               |
| سلطان حسین تونی            |                                 | نستعلیق                | سده دوازدهم              |                                                                        |               |
| سید حمید عباس تقوی بخاری   | رکن الدین مسعود - حکیم          | نستعلیق و خطوط تفننی   | دوره صفوی                | طبیب مخصوص شاه عباس که بعد بهبلخ و هند رفت                             | [ ۸۹ ] [ ۹۰ ] |
| میرزا محمد علی تنباکو فروش | تنباکو فروش                     | نسخ                    | سده سیزدهم               | شاگرد زین‌العابدین اصفهانی                                              | [ ۱۴ ]        |
| محمد ابراهیم تهرانی        | میرزا عمو                       | نستعلیق                | زنده در ۱۳۱۵ ه‍.ق          | کتیبه‌نویس و شاگرد میرزا غلامرضا اصفهانی                                | [ ۱۶ ] [ ۹۱ ] |
| محمد ابراهیم نواب تهرانی   | بدایع‌نگار                       | نستعلیق                | درگذشت ۱۲۹۹ه‍. ق           | مورخ و خوشنویس دوره‍ محمدشاه و‍ ناصرالدین‌شاه                               | [ ۹۲ ]        |
| محمد مهدی تهرانی           | ملک‌الکتاب السلطانی              | نستعلیق                | دوره قاجار               | از خوشنویسان دربار‍ فتحعلی‌شاه، استاد‍میرزای کلهر                           | [ ۹۳ ]        |
| میر سید علی تهرانی         | علی حسینی                       | نستعلیق                | سده سیزدهم               | پدر‍ میرحسین خوشنویس و استاد میرزاغلام‌رضا اصفهانی                        | [ ۹۴ ]        |

## ث
بالای صفحه - آ الف ب پ ت ث ج چ ح خ د ذ ر ز ژ س ش ص ض ط ظ ع غ ف ق ک گ ل م ن و ه ی 

## ج
بالای صفحه - آ الف ب پ ت ث ج چ ح خ د ذ ر ز ژ س ش ص ض ط ظ ع غ ف ق ک گ ل م ن و ه ی 

| نام                    | لقب                    | شیوه    | تاریخ                    | توضیح | منبع          |
| ---------------------- | ---------------------- | ------- | ------------------------ | --- | ------------- |
| مولانا پیرعلی جامی     |                        | نستعلیق | سده دهم                  | |               |
| اسماعیل جلایر          |                        | نقاشیخط | اواخر سیزده اوایل چهارده | نقاش چیره‌دست دوره قاجار‍ که گاهی آن را به خط آمیخته                                                                                                | [ ۹۵ ]        |
| فتح‌الله‌خان جلالی       |                        | نستعلیق | درگذشت ۱۳۳۶ ه‍. ق          | شاعر و خوشنویس، فرزند و شاگرد‍عبدالرحیم افسر | [ ۹۶ ]        |
| جعفر تبریزی بایسنقری   | قبلةالکتّاب - کمال‌الدین | نستعلیق | درگذشت پس از:۸۵۶ ه‍.ق      | خطاط شاهنامه بایسنقری | [ ۹۷ ] [ ۹۸ ] |
| مولانا جعفر خلیفه      |                        | نستعلیق |                          | فرزند و شاگرد جعفر تبریزی بایسنقری | [ ۹۹ ]        |
| عبدالرحیم جزایری       |                        | ثلث     | سده دوازدهم              | کتیبهنویس مدرسه سلطانی اصفهان | [ ۱۰۰ ]       |
| جمال بن ملک‌محمد شیرازی | جمالا                  | نستعلیق | سده یازدهم               | از شاگردان میرعماد که به هند مهاجرت کرد | [ ۱۰۱ ]       |
| جمال مشهدی             |                        | نستعلیق | سده دهم                  | مجموعه اشعار سلطان ابراهیم میرزا صفوی را کتابت کرد                                                                                               | [ ۱۰۲ ]       |
| جمال‌الدین لاهوری       | سیدالکتاب              | نسخ     | سده پنجم                 | خوشنویس دوره غزنویان برخی مهارت او را همسنگ ابن مقله می‌دانند                                                                                     | [ ۶ ]         |
| جهانشاه میرزا          |                        | نستعلیق | زاده ۱۲۲۴ ه‍. ق            | فرزند فتح‌علی شاه نزد برادرش محمود میرزا، مؤلف «گلشن محمود»، و دیگر هنرمندان شاگردی کرد و شعر نیز می‌سرود.                                         | [ ۱۰۳ ]       |
| جهانگیر میرزا          |                        | نستعلیق | ۱۲۲۵–۱۲۶۹ ه‍. ق            | احتمالاً پسر عباس میرزا و نوه فتح‌علی شاه است مرقعی به خط وی در کتابخانه سلطنتی به رقم «... سنه ۱۲۴۲ در دارالسلطنه تبریز شرف اتمام یافت» موجود است | [ ۱۰۳ ]       |
| جی سنگه                |                        | نستعلیق | سده دوازدهم              | قطعه‌ای از او در کتابخانه ملی به رقم «کتبه العبد جی سنگه سنه ۱۱۴۷» موجود است                                                                      | [ ۱۰۴ ]       |

## چ
بالای صفحه - آ الف ب پ ت ث ج چ ح خ د ذ ر ز ژ س ش ص ض ط ظ ع غ ف ق ک گ ل م ن و ه ی 

| نام               | لقب     | شیوه            | تاریخ               | توضیح | منبع            |
| ----------------- | ------- | --------------- | ------------------- | --- | --------------- |
| اسکندر چَلَمه بخاری | میرچَلَمه | نستعلیق         | سده دهم             | شاگرد میرعلی هروی که گفته می‌شود خطش ترقی کرد و میرعلی به وی اجازه داد «کتبه میرعلی» رقم کند، اما او به استاد پرخاش کرد و میرعلی آزرده و وی را نفرین کرد و چلمه پس از اندک زمانی نابینا شد. | [ ۱۰۵ ]         |
| چَنُدربهان منشی     | برهمن   | نستعلیق و شکسته | درگذشت ۱۰۶۸ یا ۱۰۷۳ | خوشنویس هندی، منشی دربار شاه‌جهان و دارا شکوه شاگرد عبدالرشید دیلمی | [ ۱۰۵ ] [ ۱۰۶ ] |

## ح
بالای صفحه - آ الف ب پ ت ث ج چ ح خ د ذ ر ز ژ س ش ص ض ط ظ ع غ ف ق ک گ ل م ن و ه ی 

| نام                      | لقب                        | شیوه                | تاریخ                   | توضیح | منبع            |
| ------------------------ | -------------------------- | ------------------- | ----------------------- | --- | --------------- |
| میرزا محسن حالی اردبیلی  | عماد الفقرا                | نستعلیق             | ۱۲۴۷–۱۳۳۳ ش             | شاعر، خطاط و صوفی اهل اردبیل | [ ۱۰۷ ]         |
| کمال‌الدین حسین حافظ هروی |                            | نستعلیق، ثلث و نسخ  | درگذشت ۹۷۴ه‍.ق            | هم‌عصر شاه طهماسب صفوی | [ ۱۰۸ ]         |
| عبادالله حافظ            | اعجاز رقم - زمرد رقم       | نستعلیق             | سده سیزدهم              | خوشنویس هندی هم‌عصر بهادرشاه دوم‍گورکانی | [ ۱۰۹ ]         |
| مولانا محمد حسام         | شمس بایسنقری               | نستعلیقوخطوط ششگانه | سده نهم                 | شاگرد مولانا معروف، استاد بایسنقر میرزا | [ ۱۱۰ ]         |
| میر محمد حسنی            |                            | نستعلیق             | سده نهم                 | |                 |
| ملا حسن حزین             | حسن آقا رضا-حزین - فلک زده | نستعلیق، ثلث و طغرا | درگذشت ۱۳۸۵ ه‍.ق          | خوشنویس اهل سنندج |                 |
| عبدالباقی حداد           |                            | نسخ                 | سده یازدهم              | به دربار شاه جهان پیوست و در دوره اورنگ‌زیب تغییراتی در نسخ پدیدآورد و به نگارش قرآن‌های شش‌ضلعی عمومیت داد                                          | [ ۴۲ ]          |
| میرزا حسن خان            |                            | نستعلیق‌نویس         | سده چهاردهم             | خطاط کرمانشاهی که مرثیه‌های متعددی از محتشم کاشانی با خط او در تکیه معاون الملک وجود دارد                                                          |                 |
| ابوالمعالی حسینی         |                            | نستعلیق و شکسته     | نیمه اول سده دوازدهم    | خفی، جلی و کتیبه را خوش می‌نوشته | [ ۱۱۱ ]         |
| محمد باقر حسینی          | شیرازی                     | نستعلیق و ثلث       | سده سیزدهم و چهاردهم    | در مسجد رحیم خان اصفهان کتیبه ثلث دارد به تاریخ ۱۳۰۴ و بر سنگاب نفیس و یکپارچه این مسجد با خط نستعلیق برجسته اشعاری با تاریخ ۱۲۹۹ هجری قمری نوشته | [ ۱۱۲ ] [ ۱۱۳ ] |
| میرحیدر حسینی تبریزی     | بخارایی                    | نستعلیق             | سده دهم                 | از شاگردان میرعلی هروی | [ ۱۲ ] [ ۱۱۴ ]  |
| سید حیدر                 | گُنده‌نویس                   |                     | اواخر هفتم و اوایل هشتم | از شاگردان یاقوت مستعصمی | [ ۱۱۵ ]         |

## خ
بالای صفحه - آ الف ب پ ت ث ج چ ح خ د ذ ر ز ژ س ش ص ض ط ظ ع غ ف ق ک گ ل م ن و ه ی 

| نام                             | لقب                            | شیوه                 | تاریخ                      | توضیح | منبع            |
| ------------------------------- | ------------------------------ | -------------------- | -------------------------- | --- | --------------- |
| میر محمدحسین خاتون‌آبادی اصفهانی | شیخ‌الاسلام                     | نستعلیق              | سده دوازدهم                | فرزند و شاگرد محمدصالح خاتون‌آبادی                                                                         | [ ۱۱۶ ]         |
| محمدصالح خاتون‌آبادی             |                                | نستعلیق              | سده یازدهم                 | فرزند عبدالواسع و پدر میر محمدحسین از شاگردان میرعماد                                                     | [ ۱۱۷ ]         |
| اعتمادخان                       |                                | نستعلیق، نسخ و تعلیق | سده یازدهم                 | خوشنویس هندی در دربار اورنگ‌زیب عالمگیر                                                                    | [ ۱۱۸ ]         |
| سید علی خان                     | جواهر رقم - خان - هزاری        | نستعلیق              | درگذشت ۱۰۹۴ه‍.ق              | همراه پدرش میرمحمد مقیم تبریزی به هند رفت، از معاصرین و مصاحبین‍ رشیدا                                      | [ ۱۱۹ ]         |
| احمدیار خان                     |                                | کلیه خطوط            | درگذشت ۱۱۴۷ه‍.ق              | فرزند الله‌یار خان حاکم‍لاهور، تته‍ و‍ مولتان در هند                                                             | [ ۱۲۰ ]         |
| محمدحفیظ خان                    | عزت                            | کلیه خطوط            | سده دوازدهم                | فرزند الله‌یار خان حاکم لاهور، تته و مولتان در‍ هند                                                          | [ ۱۲۰ ]         |
| عبدالرحیم خان‌خانان              | رحیم - رحیمی                   | نستعلیق              | ۹۶۴–۱۰۳۶ ه‍.ق                | پسربیرام‌خان خان‌خانان شاعر و وزیر صاحب قدرت و هنرپرور اکبر و جهانگیر بود.                                  | [ ۱۲۱ ]         |
| میرمرتضی خان                    | الهام                          | کلیه خطوط            | اواخر یازدهم اوایل دوازدهم | خوشنویس هندی در دربار عالمگیر‍ و بهادرشاه                                                                   | [ ۱۱۸ ]         |
| عبدالعلی خراسانی                | کوکب                           | نسخ                  | درگذشت۱۲۳۸ ه‍.ق              | هم‌عصر فتحعلی‌شاه قاجار                                                                                     | [ ۱۲۲ ]         |
| کیخسرو خروش                     |                                | نستعلیق              | معاصر                      | | [ ۱۳ ]          |
| عبدالجواد خطیب                  | خطیب                           | نستعلیق              | ۱۲۸۰–۱۳۵۰ ه‍.ق               | خوشنویس و شاعر، شاگرد‍ عبدالرحیم افسر                                                                       | [ ۱۲۳ ]         |
| خلیل جامی                       |                                | نستعلیق              | سده دهم                    | فرزند درویش محمد مشهدی                                                                                    | [ ۱۲۴ ]         |
| خلیل تبریزی                     |                                | نستعلیق              | سده دهم                    | | [ ۱۲۴ ]         |
| میرخلیل‌الله شاه                 | پادشاه قلم - قلندر             | نستعلیق              | درگذشت ۱۰۳۵ ه‍. ق            | خوشنویس دربار ابراهیم عادل‌شاه امیردکن                                                                     | [ ۱۲۵ ]         |
| خلیل‌الله هفت قلمی               |                                | نستعلیق              | سده دوازدهم                | از خوشنویسان هند ساکن لاهور                                                                               | [ ۱۲۴ ]         |
| میرخلیل باخرزی                  |                                | نستعلیق              | سده دوازدهم                | در کتاب مرآة العالم از او نقل شده                                                                         | [ ۱۲۶ ]         |
| حمدالله خلخالی                  |                                | نستعلیق              | سده دهم                    | از شاگردان میرعلی هروی                                                                                    | [ ۱۲ ]          |
| سلطان‌محمد خندان                 | خندان                          | نستعلیق              | درگذشت پس از ۹۵۷ ه‍. ق       | از شاگردان تراز اول سلطان‌علی مشهدی                                                                        | [ ۱۲۷ ] [ ۱۲۸ ] |
| عبدالرحیم خلوتی                 | مشرقی                          | ثلث                  | اواخر نهم اوایل دهم        | خطاط و صوفی، فرزندشمس‌الدین قطابی                                                                          | [ ۱۲۷ ]         |
| عبدالحی خلوتی                   |                                | ثلث                  | اواخر نهم اوایل دهم        | فرزند و شاگرد شمس‌الدین قطابی                                                                              | [ ۱۲۷ ]         |
| میرزا جبار خمسه‌ای               | مشکین‌قلم - آقا                 | نستعلیق              | درگذشت ۱۳۱۱ ش              | فرزند ابوطالب، اهل زنجان، شاگرد ملاآقا، کتیبه‌نویس حرم علی بن موسی‌الرضا و معصومه                           | [ ۱۶ ] [ ۱۲۹ ]  |
| عبدالرحمن خوارزمی               |                                | نستعلیق              | درگذشت پس از ۸۸۶ ه‍.ق        | دارای شیوه‌ای خاص که به نستعلیق غربی معروف است. فرزند عبدالکریم خوارزمی، هم‌عصر‍ اظهر تبریزی و سلطان‌علی مشهدی | [ ۴۶ ] [ ۱۳۰ ]  |
| عبدالرحیم خوارزمی               | انیسی                          | نستعلیق              | درگذشت پس از ۸۹۷ ه‍.ق        | فرزند عبدالکریم خوارزمی، شاگرد اظهر تبریزی، استاد اسدالله کرمانی                                          | [ ۱۳۱ ] [ ۱۳۲ ] |
| عبدالکریم خوارزمی               | پادشاه - یعقوبی                | نستعلیق و سایر خطوط  | سده نهم                    | فرزند عبدالرحمن خوارزمی و برادر عبدالرحیم انیسی از خوشنویسان دربار سلطان یعقوب آق قوینلو                  | [ ۴۶ ] [ ۱۳۳ ]  |
| سلطان‌علی خوارزمی                |                                | نستعلیق              | سده دهم                    | | [ ۴۶ ]          |
| میرزا محمد خوانساری             |                                | نستعلیق              | دوره قاجار                 | |                 |
| میرزا محمدحسین خوشنویسان        | خوشنویس‌باشی                    | نستعلیق              | درگذشت ۱۳۲۸ ش              | اهل زنجان، فرزند و شاگرد میرزا آقا خمسه‌ای و میرزا غلامرضا اصفهانی، کتیبه‌هایی در حرم معصومه نوشته          | [ ۱۶ ] [ ۱۳۴ ]  |
| میرحسین خوشنویس                 | خوشنویسباشی - آقا سید حسین ترک | نستعلیق              | درگذشت ۱۳۰۳ ه‍.ق             | با سمت معلمی‍ مظفرالدین شاه‍ از‍ تهران‍ به‍تبریز‍ رفت                                                                 | [ ۱۳۵ ]         |

## د
بالای صفحه - آ الف ب پ ت ث ج چ ح خ د ذ ر ز ژ س ش ص ض ط ظ ع غ ف ق ک گ ل م ن و ه ی 

| نام                | لقب                                | شیوه          | تاریخ                | توضیح                                                      | منبع          |
| ------------------ | ---------------------------------- | ------------- | -------------------- | ---------------------------------------------------------- | ------------- |
| داراشکوه           | قادری                              | نستعلیق       | درگذشت۱۰۶۹ه‍.ق         | شاهزاده گورکانی‌هند، پسرکوچک شاه‌جهان                        | [ ۱۳۶ ]       |
| علی اکبر دبیرخاقان | دبیرخاقان                          | نستعلیق       | درگذشت پس از ۱۳۱۶ ه‍.ق |                                                            | [ ۱۶ ]        |
| محمدجفر دلودوز     |                                    | شکسته         | سده دوازدهم          | شاگرد درویش عبدالمجید طالقانی                              | [ ۱۳۷ ]       |
| عبدالرشید دیلمی    | رشیدا - عبدالرشید - آقای اول - آقا | نستعلیق       | درگذشت ۱۰۸۱ ه‍.ق       | خواهرزاده و شاگرد میرعماد، بزرگترین خوشنویسی که به هند رفت | [ ۶ ] [ ۱۳۸ ] |
| حاج دین‌مخمد لاهوری | کاتب کن فیکون                      | نستعلیق و نسخ | ۱۹۷۱–۱۸۸۱ م          | ااز خوشنویسان لاهور و از نزدیکان اقبال لاهوری              | [ ۱۳۹ ]       |
| عبدالله دیوانه     | شیخ - دیوانه                       |               | سده دهم              | هم عصر با معین‌الدین محمد اسفزاری                           |               |

## ذ
بالای صفحه - آ الف ب پ ت ث ج چ ح خ د ذ ر ز ژ س ش ص ض ط ظ ع غ ف ق ک گ ل م ن و ه ی 

## ر
بالای صفحه - آ الف ب پ ت ث ج چ ح خ د ذ ر ز ژ س ش ص ض ط ظ ع غ ف ق ک گ ل م ن و ه ی 

| نام                   | لقب       | شیوه              | تاریخ           | توضیح | منبع                   |
| --------------------- | --------- | ----------------- | --------------- | --- | ---------------------- |
| میرحسین رالنکی        |           |                   | سده دهم         | خوشنویس دربار اکبر شاه (شاید همان میرحسین کلنگی بخاری باشد)                                               | [ ۵۲ ]                 |
| منشی رام چندر         | جواهر رقم | تعلیق و نستعلیق   | ۱۱۵۰–۱۲۰۵ ه‍.ق    | خوشنویس و کاتب هندی اهل جی‌پور که بیشتر در شهر رادانگر در بنگال غربی هند کار می‌کرد                         | [ ۶۶ ] [ ۱۴۰ ] [ ۱۴۱ ] |
| علی راهجیری           |           | نستعلیق           | معاصر           | مؤلف کتاب تذکره خوشنویسان معاصر و تاریخ مختصر خط و سیر خوشنویسی در ایران و …                              | [ ۱۳ ]                 |
| رستم علی خراسانی      | مولانا    | نستعلیق           | درگذشت ۹۷۰ ه‍.ق   | درابتدا برای بهرام میرزا و سپس برای سلطان ابراهیم میرزا صفوی کار می‌کرد                                    | [ ۱۴۲ ] [ ۱۴۳ ]        |
| رستم علی شاهی         | شاهی      | نستعلیق           | احتمالاً سده نهم | احتمال دارد همان رستم‌علی خراسانی باشد و شاید هم دوره سلطان‌علی قاینی و عبدالرحیم و عبدالکریم خوارزمی باشد. | [ ۱۴۲ ] [ ۱۴۳ ]        |
| جلیل رسولی            |           | نقاشیخط و نستعلیق | زادهٔ ۱۳۲۶ ش     | از نام‌آوران نقاشیخط                                                                                       | [ ۱۳ ]                 |
| کمال‌الدین محمود رفیقی |           | نستعلیق           | سده نهم         | شاعر و خوشنویس در هرات پدر مجنون چپ‌نویس                                                                   | [ ۱۲ ] [ ۱۴۴ ]         |
| عیسی رنگ‌کار           |           | نستعلیق           | سده دهم         | گفته می‌شود‍ استاد اولیه میرعماد در قزوین بوده                                                               | [ ۱۴۵ ]                |
| شاه‌محمود رهی نیشابوری |           | نستعلیق           | سده دهم         | شاگرد سلطانعلی مشهدی و عبدی نیشابوری (با شاه محمود نیشابوری اشتباه نشود)                                  | [ ۱۴۶ ]                |

## ز
بالای صفحه - آ الف ب پ ت ث ج چ ح خ د ذ ر ز ژ س ش ص ض ط ظ ع غ ف ق ک گ ل م ن و ه ی 

| نام                     | لقب                 | شیوه                 | تاریخ                      | توضیح                                                                          | منبع                  |
| ----------------------- | ------------------- | -------------------- | -------------------------- | ------------------------------------------------------------------------------ | --------------------- |
| ملا زاهد                |                     | نستعلیق              | احتمالاً سده دهم            | کتیبه‌های مقبره نظام‌الدین اولیاء در دهلی را نوشته                               | [ ۱۴۷ ]               |
| حسن زرین خط             |                     | نستعلیق              | ۱۲۷۳–۱۳۵۷ ه‍. ش              | از شاگردان میرزا طاهر و عمادالکتاب خوشنویس اوراقِ بهادار بانک‌ها و کتاب‌های بسیار | [ ۱۶ ] [ ۶۲ ]         |
| حسن زرین قلم            | زرین‌قلم             | کلیهٔ خطوط، نقاشیخط   | دوره قاجار                 | خوشنویس، نقاش، شاعر و طغرانویس                                                 | [ ۱۴۶ ]               |
| احمد زنجانی معصومی      |                     | کلیه خطوط            | ۱۲۸۷–۱۳۶۱ ش                | کتیبه‌نویس، نسخ‌نویس و نستعلیق‌نویس                                               | [ ۱۴۸ ]               |
| محمدولی زنجانی          | کیمیاقلم            | شکستهٔ نستعلیق        | درگذشت پس از ۱۳۲۳ ش        |                                                                                | [ ۱۶ ]                |
| زین‌الدین محمد           | زین المحمد بن محمود | نستعلیق              | سده دهم                    | از شاگردان بی‌واسطه سلطان‌علی مشهدی و استاد میرعلی هروی                          | [ ۱۴۹ ]               |
| زین العابدین            |                     | نستعلیق، طغرا        | درگذشت ۱۲۲۸ ه‍. ق            | ملازم حضور‍ اکبرشاه دوم شاگرد عزالدین‍ در‍ هند                                       | [ ۶۶ ]                |
| زین‌العابدین بن محمدرحیم | نشأة                | شکسته                | اواخر یازدهم اوایل دوازدهم | هم‌عصر شفیعا که در اصفهان می‌زیسته                                               | [ ۱۵۰ ]               |
| زین‌العابدین خویی        |                     | کوفی                 | درگذشت پس از ۱۳۲۲ ه‍.ق       | فرزند فتح‌علی و «احیاء الخط» از او باقی مانده‌است                                | [ ۱۶ ]                |
| زین‌العابدین صفوی        | فخرالاشراف          | کوفی و نسخ           | درگذشت پس از ۱۳۲۳ ه‍.ق       | آثار چاپ سنگی از او باقی مانده‌است                                              | [ ۱۶ ]                |
| زین‌العابدین محلاتی      | آقا                 | نسخ و رقاع           | درگذشت پس از ۱۳۲۷ ه‍.ق       | فعال در محلات و تهران، فرزند محمد علی و شاگرد زین‌العابدین اصفهانی              | [ ۱۴ ] [ ۱۶ ] [ ۱۵۱ ] |
| زینب‌نساء بیگم           | مخفی                | نستعلیق، نسخ و شکسته | ۱۰۴۸–۱۱۱۲ ه‍. ق              | شاهزاده هندی دختر‍ اورنگ‌زیب، شاعر، صوفی و خطاط                                   | [ ۶۶ ]                |

## ژ
بالای صفحه - آ الف ب پ ت ث ج چ ح خ د ذ ر ز ژ س ش ص ض ط ظ ع غ ف ق ک گ ل م ن و ه ی 

## س
بالای صفحه - آ الف ب پ ت ث ج چ ح خ د ذ ر ز ژ س ش ص ض ط ظ ع غ ف ق ک گ ل م ن و ه ی 

| نام                                  | لقب        | شیوه                       | تاریخ                      | توضیح                                                          | منبع                   |
| ------------------------------------ | ---------- | -------------------------- | -------------------------- | -------------------------------------------------------------- | ---------------------- |
| سام میرزا                            |            | نستعلیق                    | سده دهم                    | فرزند شاه اسماعیل صفوی                                         | [ ۵۱ ]                 |
| فضل‌الله ساوجی                        |            | نستعلیق                    | درگذشت ۱۲۷۵ ه‍.ق             | معلم علیخان ظل‌السلطان فرزند‍ فتحعلی‌شاه                           | [ ۱۵۲ ]                |
| ابوالفضل مجدالدین محمد ساوجی         |            | نستعلیق، شکسته، شکسته‌تعلیق | ۱۲۴۸–۱۳۱۲ه‍.ق                | خوشنویس و دانشمند، از‍مولفین دانشوران ناصری                      | [ ۱۵۳ ]                |
| میر ساوجی                            |            | نستعلیق                    | سده یازدهم                 | از شاگردان میرعماد                                             | [ ۱۰۱ ] [ ۱۵۴ ]        |
| منشی سیج بهان                        |            | نستعلیقو شکسته             | درگذشت حدود ۱۰۷۰ ه‍. ق       | خوشنویس هندی، شاگرد رشیدا و کفایت‌خان                           | [ ۶۶ ] [ ۱۵۵ ] [ ۱۵۶ ] |
| سلطان‌علی سبز مشهدی                   |            | نستعلیق                    | سده نهم                    | بهترین شاگرد بی‌واسطه سلطان‌علی مشهدی                            | [ ۱۵۷ ]                |
| علاءالدین سبزواری                    |            | نستعلیق                    | سده یازدهم                 | شاگرد میرعماد                                                  | [ ۱۵۸ ]                |
| محمد سبزواری                         |            | نستعلیق                    | اواخر دهم و اوایل یازدهم   | نقاش، صورتساز و خوشنویس                                        | [ ۱۵۹ ]                |
| محمد سلحشور                          |            | نستعلیق                    | زادهٔ ۱۳۱۱ ش                |                                                                | [ ۱۳ ]                 |
| خواجه تاج‌الدین سلمانی                |            | تعلیق                      | سده نهم                    | واضع خط شکسته تعلیق                                            | [ ۱۶۰ ]                |
| میرمحمد سمرقندی                      |            | نستعلیق                    | سده دهم                    | از شاگردان میرعلی هروی                                         | [ ۱۲ ]                 |
| عبدالرحیم جعفری سمیرم سفلی (دهاقانی) |            | کتیبه‌نویسی و نستعلیق       | درگذشت ۱۳۰۵ه‍.ق              | شاگرد محمدباقر سمسوری‍ و‍ علی‌اکبر محلاتی                           | [ ۱۶۱ ]                |
| احمد سهروردی                         | شیخ‌زاده    | خطوط ششگانه                | ۶۵۴–۷۴۱ ه‍. ق                | از شاگردان یاقوت مستعصمی                                       | [ ۱۶۲ ]                |
| میر سیدعلی                           | نیاز       | شکسته                      | ۱۱۹۷–۱۲۶۳ه‍.ق                | از شیراز ۲ سال به هند رفت، شاگرد ابوالحسن فسایی                | [ ۱۶۳ ]                |
| میرمحمدامین سیفی                     |            | نستعلیق                    | اواخر یازدهم اوایل دوازدهم | نوه میرعماد                                                    | [ ۱۶۴ ]                |
| ابراهیم سیلکوتی                      |            | نسخ                        | سده یازدهم                 | نسخ‌نویس برجسته دوران شاه‌جهان در هند                            | [ ۴۲ ]                 |
| میرزا علی‌خان سینکی                   | امین‌الدوله | شکسته                      | ۱۲۵۹–۱۳۲۲ ه‍.ق               | فرزند محمدخان، وزیر مظفرالدین‌شاه‍، مبدع شیوه خاص در‍ شکسته نستعلیق | [ ۱۶ ] [ ۱۶۵ ]         |
| مبارک شاه سیوفی                      |            | ثلث و نسخ                  | سده هشتم                   | از شاگردان یاقوت مستعصمی، اهل دمشق، هم عصر خواجه مبارکشاه      | [ ۱۶۶ ]                |

ساسان مهیمی از استان کرمان

## ش
بالای صفحه - آ الف ب پ ت ث ج چ ح خ د ذ ر ز ژ س ش ص ض ط ظ ع غ ف ق ک گ ل م ن و ه ی 

| نام                        | لقب                       | شیوه                                   | تاریخ                        | توضیح | منبع            |
| -------------------------- | ------------------------- | -------------------------------------- | ---------------------------- | --- | --------------- |
| محمدقاسم شادیشاه           |                           | نستعلیق                                | سده نهم و اوایل دهم          | از شاگردان سلطان محمد خندان                                                                                                   | [ ۱۲۷ ]         |
| احمد شاملو مشهدی           |                           | نسخ و کلیهٔ خطوط                        | سده سیزدهم                   | معلم خط محمدعلی‌میرزا فرزند فتحعلی‌شاه                                                                                          | [ ۱۶۷ ]         |
| حسن خان شاملو              |                           | نستعلیق                                | درگذشت ۱۰۵۲ ه‍.ق               | امیرالامرا و بیگلر بیک خراسان و حاکم هرات                                                                                     | [ ۱۶۸ ]         |
| مرتضی‌قلی‌خان شاملو          |                           | شکسته                                  | درگذشت ۱۱۰۰ ه‍.ق               | حاکم هرات فرزند حسن شاملو، برخی او را مبدع خط شکسته می‌دانند                                                                   | [ ۱۶۹ ]         |
| شجاع فارسی                 |                           | نستعلیق                                | زندگی قرن دهم                | |                 |
| شاه بیگم                   | ضیاءالسلطنه               | نسخ، نستعلیق، شکسته و رقاع             | سده سیزدهم                   | دختر فتحعلی‌شاه قاجار خواهر محمد میرزا مؤلف تذکره نقل مجلس که به خواهش او آن را نوشت                                           | [ ۱۷۰ ] [ ۱۷۱ ] |
| شاه‌جهان                    | صاحب‌قران‌ثانی              | نستعلیق                                | ۱۰۰۰–۱۰۷۶ ه‍. ق                | پادشاه گورکانی هند، سازنده تاج‌محل                                                                                             | [ ۱۳۶ ] [ ۱۷۲ ] |
| شاه شجاع                   |                           | نستعلیق                                | ۱۰۲۵–۱۰۷۰ ه‍. ق                | شاهزاده گورکانی‌هند، دومین فرزند‍ شاه‌جهان دو قطعه از او در موزه باستانشناسی هند موجود است                                        | [ ۱۳۶ ] [ ۱۷۳ ] |
| شاه علی‌اکبر                | انور                      | نستعلیق، شکسته نستعلیق و نسخ           | درگذشت ۱۱۵۷ ه‍. ق              | فرزند حیدرخان رفیق عمدة الملک امیرخان عالمگیرشاهی مدتی با پدرش در کابل بود به به پتنه رفت و داماد آقاحسین شد                  | [ ۱۷۴ ]         |
| شاه قاسم تبریزی            |                           | نستعلیق                                | درگذشت ۹۴۸ یا ۹۰۹ ه‍. ق        | سلطان سلیم پس از جنگ چالدران او را به استانبول فرستاد                                                                         | [ ۱۷۵ ]         |
| شاه قاسم کاتب              |                           | نستعلیق                                | درگذشت پس از ۱۰۲۸ ه‍. ق        | از معاصران میرعماد که بیشتر در هرات می‌زیسته ابتدا در کتابخانه سلطان‌علی چگنی و بعد در کتابخانه حسن‌خان شاملو کار می‌کرد          | [ ۱۷۶ ]         |
| مهدی شریف                  |                           | نستعلیق                                | درگذشت پس از ۱۳۲۰ ه‍. ق        | کتیبه‌نویس | [ ۱۶ ]          |
| معین‌الدین‌محمد شریفی‌تبریزی  |                           | نستعلیق                                | سده دهم                      | از شاگردان میرعلی هروی | [ ۱۲ ]          |
| جواد شریفی                 |                           | نستعلیق                                | معاصر                        | از شاگردان با واسطه محمد رضا کلهر                                                                                             | [ ۳ ]           |
| زین‌العابدین شریفی قزوینی   | صدرالکتّاب - ملک الخطاطین  | نستعلیق                                | اواخرسیزدهم و اوایل‌چهاردهم   | از شاگردان محمد رضا کلهر و عمادالکتاب و پدر جواد شریفی                                                                        | [ ۳ ] [ ۱۷۷ ]   |
| محمد شریف                  |                           | نستعلیق                                | سده دهم                      | از بزرگ‌زادگان اعراب نمیری در نستعلیق از شاگردان محمدحسین تبریزی، حکاکی و سپاهی‌گری می‌کرد                                       | [ ۶۳ ] [ ۱۷۸ ]  |
| محمد شریف                  |                           | نستعلیق                                | سده یازدهم                   | خوشنویس گمنام که در هند می‌زیسته                                                                                               | [ ۱۷۹ ]         |
| محمدحسین شریف              |                           | تعلیق و شکستهٔ نستعلیق                  | درگذشت پس از ۱۳۱۴ ه‍.ق         | خوشنویس چاپ سنگی فرزند محمد بن حسین هندی                                                                                      | [ ۱۶ ]          |
| میرمحمد شریف               | کاتب‌السلطانی              | نستعلیق                                | سده یازدهم                   | ازخوشنویسانهند خواهرزاده عبدالله ترمذی                                                                                        | [ ۸۸ ]          |
| محمدسلیمان شکوه            |                           | نستعلیق                                | سده یازدهم                   | خوشنویس و شاهزاده هندی فرزند داراشکوه                                                                                         | [ ۱۱۸ ]         |
| شمس‌الدین اعجاز رقم لکهنوی  | اعجاز رقم                 | نستعلیق                                | سده سیزدهم                   | از خوشنویسان لکنو معاصر با حافظ نورالله و از مشاهیر «شیوه لکهنویی» در نستعلیق                                                 | [ ۱۸۰ ]         |
| محمود اسحاق شهابی سیاوشانی |                           | نستعلیق                                | سده دهم                      | مهاجر به بخارا و بلخ شاگرد میرعلی هروی                                                                                        | [ ۱۲ ]          |
| زینب شهده                  | شهده دختر ابری            | خطوط ششگانه                            | سده پنجم                     | محدث و کاتب، شاگرد محمد بن عبدالملک                                                                                           | [ ۱۸۱ ]         |
| میرزا حسن شیبانی           | کاشانی                    | خطوط مختلف، تحریری                     | ۱۲۸۰–۱۳۵۰                    | اهل کاشان و از خطاطان گمنام عصر ناصرالدین‌شاه                                                                                  | [ ۱۸۲ ]         |
| شیخ‌الاسلامخان              |                           | نستعلیق                                | سده یازدهم                   | خوشنویس زبردست اما گمنام | [ ۱۸۳ ]         |
| شیخ محمد                   | مجدالکتاب                 | نستعلیق                                | ۱۲۲۵ه‍.ق -۱۲۹۷ ش               | فرزند زین العابدین، شاگرد میرزا غلام رضا اصفهانی، کتیبه‌نویس در قزوین و رشت                                                    | [ ۱۶ ]          |
| ابوالمعالی میرعلی شیرازی   | شمس الادبا                | نستعلیق و شکسته                        | سده سیزدهم                   | خواهرزاده و شاگرد‍ وصال شیرازی‍ دوران‍ ناصری                                                                                        | [ ۱۸۴ ]         |
| احمد شیرازی                | وقار                      | نسخ                                    | ۱۲۳۲–۱۲۸۹ه‍.ق                  | بزرگترین فرزند وصال شیرازی | [ ۱۸۵ ]         |
| اسدالله شیرازی             | کاتب السلطان              | نستعلیق                                | سده سیزدهم                   | خوشنویس‍ دوران فتحعلی‌شاه، محمدشاه و‍ ناصرالدین‌شاه‍قاجار                                                                             | [ ۱۸۶ ]         |
| اسماعیل شیرازی             | توحید                     | نسخ                                    | ۱۲۳۹–۱۲۸۶ ه‍.ق                 | فرزند وصال شیرازی | [ ۱۸۷ ]         |
| سلطان‌علی شیرازی            |                           | نستعلیق                                | سده نهم                      | |                 |
| شکرالله شیرازی             | افضل خان                  |                                        | سده یازدهم                   | برادر بزرگتر امانت خان شیرازی                                                                                                 | [ ۱۸۸ ]         |
| لطفعلی نصیری امینی         | صدرالافاضل                | نستعلیق، شکسته تعلیق، کوفی و سایر خطوط | ۱۲۶۸–۱۳۵۰ ه‍. ق                | فرزند محمد کاظم امین السفرای شیروانی تبریزی و استاد فرزندانش مجدالدین نصیری امینی و افضل الدین آذربد                          | [ ۱۶ ] [ ۱۸۹ ]  |
| عبدالحق شیرازی             | امانت خان شیرازی طغرانویس | ثلث و طغرا                             | سده یازدهم                   | خطاط کتیبه‌های در و دیوارهای تاج محل                                                                                           | [ ۱۸۸ ]         |
| عبدالوهاب شیرازی           | یزدانی                    | نستعلیق                                | درگذشت ۱۳۲۸ ه‍.ق               | کوچکترین فرزند وصال شیرازی | [ ۱۹۰ ]         |
| علی‌قلی شیرازی              |                           | ثلث و نسخ                              | سده دهم                      | | [ ۱۹۱ ]         |
| علی‌نقی شیرازی              |                           | نستعلیق                                | در گذشت پس از ۱۳۳۵ ه‍. ق       | فرزند میرزا یوسف، کتیبه‌هایی در شیراز نوشته                                                                                    | [ ۱۶ ] [ ۱۹۲ ]  |
| عنایت‌الله شیرازی           | فرسی                      | کلیه خطوط                              | سده یازدهم                   | خوشنویس دربار اکبرشاه، جهانگیر، شاه‌جهان‍ در‍هند                                                                                   | [ ۶۶ ]          |
| فتحعلی شیرازی              | حجاب                      | نستعلیق                                | درگذشت ۱۲۶۹ه‍.ق                | شاگرد وصال شیرازی | [ ۱۹۰ ]         |
| ابوالقاسم شیرازی           | فرهنگ                     | ثلث و تعلیق                            | ۱۲۴۲–۱۳۰۹ه‍.ق                  | شاعر و خوشنویس فرزند وصال شیرازی                                                                                              | [ ۱۸۷ ]         |
| قاسم شیرازی                | خوشنویس                   |                                        | سده دهم و یازدهم             | پدر و استاد امانت خان شیرازی                                                                                                  | [ ۱۸۸ ]         |
| داوری شیرازی               | داوری                     | نستعلیقو شکسته                         | ۱۲۳۸–۱۲۸۳ه‍.ق                  | فرزند وصال شیرازی | [ ۱۹۳ ]         |
| محمد حسین شیرازی           | کاتب السلطان              | نستعلیق و سایر خطوط                    | درگذشت پس از ۱۳۱۶ ه‍.ق         | خوشنویس‍ دربار‍ ناصرالدین‌شاه و مظفرالدین‌شاه‍قاجار                                                                                   | [ ۱۹۴ ]         |
| محمد حسین شیرازی           |                           | نسخ                                    | اواخر سده دهم و اوایل یازدهم | خوشنویس دوره اکبر شاه، دو قرآن به قطع حمایل در ۱۰۱۰ ه‍.ق/۱۶۰۱ م نوشه که در موزه لاهور و موزه ملی پاکستان در کراچی نگهداری می‌شود | [ ۴۲ ]          |
| محمد حسین ناصر شیرازی      |                           | نستعلیق                                | دوره قاجار                   | خوشنویس‍ دربار‍ ناصرالدین‌شاه‍قاجار                                                                                                  | [ ۸۱ ]          |
| محمدرضا شیرازی             | سلطان الکتاب              | نستعلیق                                | درگذشت پس از ۱۳۲۱ ه‍. ق        | فرزند حبیب‌الله‌زاده محلات کاتب چاپ سنگی                                                                                        | [ ۱۶ ]          |
| محمود شیرازی               | حکیم                      | نستعلیق                                | ۱۲۳۴–۱۲۷۴ ه‍.ق                 | شاعر و خوشنویس فرزند وصال شیرازی                                                                                              | [ ۱۸۵ ]         |
| میرعبدالقادر حسینی شیرازی  |                           | نستعلیق و سایر خطوط                    | اواخردهم اوایل یازدهم        | به گلکنده دکن مهاجرت کرد | [ ۱۰ ]          |

## ط
بالای صفحه - آ الف ب پ ت ث ج چ ح خ د ذ ر ز ژ س ش ص ض ط ظ ع غ ف ق ک گ ل م ن و ه ی 

| نام                | لقب                       | شیوه                  | تاریخ                 | توضیح                                                                                       | منبع                  |
| ------------------ | ------------------------- | --------------------- | --------------------- | ------------------------------------------------------------------------------------------- | --------------------- |
| طالب آملی          | طالب - طالبا - ملک الشعرا | نستعلیق               | ۹۹۴–۱۰۳۶ ه‍.ق           | ملک الشعرای دربار جهانگیر شاه در لاهور                                                      | [ ۱۹۵ ]               |
| خلیل طالقانی       |                           | نستعلیق               | سده دوازدهم           | عارف و شاعر و خطاط عصر صفوی که مدتی در اصفهان می‌زیست                                        | [ ۱۹۶ ]               |
| میرزا طاهر تبریزی  | خوشنویس                   | نسخ                   | ۱۲۶۷–۱۳۵۵ ش           | اهل تبریز، کاتب بسیاری از کتاب‌های مذهبی و قرآن‌های چاپی امروزی                               | [ ۱۹۷ ]               |
| محمد عماد طاهری    | عمادالشریعه               | نستعلیق               | ۱۲۶۴–۱۳۵۰ ش           | فرزند احمد، شاگرد محمدحسین خوشنویس‌باشی و استاد ابراهیم بوذری                                | [ ۱۶ ]                |
| عبدالله طباخ هروی  | طباخ -آشپز                | نستعلیق و خطوط ششگانه | درگذشت ۸۹۷ یا ۸۸۰ ه‍. ق | شاگرد و داماد جعفر بایسنقری، استاد شهاب‌الدین عبدالله مروارید، شیوه یاقوت را به شبه قاره برد | [ ۶ ] [ ۱۹۸ ] [ ۱۹۹ ] |
| نصرالله طبیب       | صدر عراقی                 | خطوط ششگانه           | درگذشت حدود ۷۴۰ ه‍.ق    | شاگرد یاقوت مستعصمی                                                                         | [ ۱۰ ]                |
| طیبی شافعی         |                           | خطوط ششگانه           | اواخر نهم و اوایل دهم | خوشنویس و مؤلف دربار ممالیک مصر                                                             | [ ۲۰۰ ]               |
| محمد طاهری طالقانی |                           | خطوط نستعلیق          | اواخر دوره قاجاریه    | خوشنویس و عارف                                                                              |                       |

## ظ
بالای صفحه - آ الف ب پ ت ث ج چ ح خ د ذ ر ز ژ س ش ص ض ط ظ ع غ ف ق ک گ ل م ن و ه ی 

| نام        | لقب | شیوه    | تاریخ                          | توضیح                                           | منبع    |
| ---------- | --- | ------- | ------------------------------ | ----------------------------------------------- | ------- |
| ملا ظفرعلی |     | نستعلیق | سده دهم                        | شاگرد میرمعزالدین محمد کاشانی                   | [ ۲۰۱ ] |
| ظهوری      |     | نستعلیق | نیمه دوم سده نهم اوایل سده دهم | غیر از شاعر نامی نورالدین محمد ظهوری ترشیزی است | [ ۲۰۱ ] |

## ص
بالای صفحه - آ الف ب پ ت ث ج چ ح خ د ذ ر ز ژ س ش ص ض ط ظ ع غ ف ق ک گ ل م ن و ه ی 

| نام                           | لقب             | شیوه                                                                                                 | تاریخ                        | توضیح | منبع                    |
| ----------------------------- | --------------- | --- | ---------------------------- | --- | ----------------------- |
| صالح بن علی رازی              |                 | نستعلیق                                                                                              | اواخر سده هشتم اوایل سده نهم | از قدیمی‌ترین نستعلیق‌نویسان گمنام نسخه‌ای از دیوان سلطان احمد به خط او در کتابخانه ایاصوفیه استانبول با رقم ۸۰۰ ه‍.ق در بغداد هست | [ ۲۰۲ ]                 |
| احمدمیرک صالحی خراسانی        | هروی - مشهدی    | نستعلیق، تعلیق و سایر خطوط                                                                           | سده دهم                      | از نوادگان عبدالله مروارید و برادر محمدمیرک صالحی منشی شاه تهماسب مدتی منصب وزارت مشهد را داشت                                | [ ۲۰۳ ]                 |
| محمدمیرک صالحی خراسانی        | هروی - مشهدی    | نستعلیق، تعلیق و سایر خطوط                                                                           | سده دهم                      | از نوادگان عبدالله مروارید و برادر احمدمیرک صالحی، شاعر و منشی شاه تهماسب و اکبرشاه گورکانی در هند                            | [ ۲۰۴ ] [ ۲۰۵ ]         |
| صحیفی جوهری شیرازی            | جوهری - ذوالقدر | ثلث و نستعلیق                                                                                        | درگذشت ۱۰۲۲ ه‍.ق               | شاعر، کتابدار و کتیبه‌نویس دوره صفوی در اصفهان                                                                                 | [ ۲۰۶ ] [ ۲۰۷ ] [ ۲۰۸ ] |
| محمدباقر صفیاری               | فخرالکتاب       | شکسته                                                                                                | ۱۲۴۰–۱۳۱۰ ه‍.ش                 | ادیب و منشی امامقلی میرزا والی آذربایجان                                                                                      | [ ۲۰۹ ]                 |
| صدرالافاضل لطفعلی نصیری امینی | صدرالافاضل      | نستعلیق، شکسته نستعلیق، “تعلیق” ، ”ریحان”، “توقیع”، ”ثلث”، “نسخ”، “محقق”، ”کوفی”، “میخی” و سایر خطوط | شیراز ۱۲۶۸–تهران ۱۳۵۰ ه‍. ق    | فرزند محمد کاظم امین السفرای شیروانی تبریزی و استاد فرزندانش مجدالدین نصیری امینی و افضل الدین آذربد                          | [ ۱۶ ] [ ۲۱۰ ]          |
| عبدالله صیرفی                 |                 | خطوط ششگانه                                                                                          | درگذشت ۷۴۲ یا ۷۴۷ ه‍.ق         | از شاگردان یاقوت مستعصمی | [ ۲۱۱ ]                 |
| پیریحیی جمالی صوفی            |                 | خطوط ششگانه                                                                                          | سده هشتم                     | شاگرد احمد رومی و خواجه مبارکشاه                                                                                              | [ ۲۱۲ ]                 |

## ض
بالای صفحه - آ الف ب پ ت ث ج چ ح خ د ذ ر ز ژ س ش ص ض ط ظ ع غ ف ق ک گ ل م ن و ه ی 

| نام                          | لقب | شیوه | تاریخ   | توضیح                                            | منبع    |
| ---------------------------- | --- | ---- | ------- | ------------------------------------------------ | ------- |
| ضیاءالدین محمد اکرامی قزوینی |     | نسخ  | سده دهم | نسخه‌ای از نفحات الانس در کتابخانه سلطنتی بوده‌است | [ ۱۷۰ ] |

## ع
بالای صفحه - آ الف ب پ ت ث ج چ ح خ د ذ ر ز ژ س ش ص ض ط ظ ع غ ف ق ک گ ل م ن و ه ی 

| نام                           | لقب                                | شیوه                  | تاریخ                 | توضیح | منبع                           |
| ----------------------------- | ---------------------------------- | --------------------- | --------------------- | --- | ------------------------------ |
| میرزا حسن‌خان عاصمی            |                                    | نستعلیق               | سده چهاردهم           | از استادان اولیه علی آقاحسینی |                                |
| عباسقلی میرزا                 | ذبیح‌السلطنه - باتمانقلیچ           | نستعلیق               | درگذشت ۱۳۰۸ ش         | شاهزاده قاجار در تبریز، شاعر، خوشنویس و افسر پیاده‌نظام، شاگرد میرزا سید حسین خوش‌نویس‌باشی و میرزا غلام‌رضا اصفهانی                                  | [ ۱۶ ] [ ۲۱۳ ] [ ۲۱۴ ] [ ۲۱۵ ] |
| عبدالحمید ملک‌الکلامی          | امیرالکتاب                         | نستعلیق و نسخ         | ۱۲۶۲-۱۳۲۸ ه ش         | کتیبه ثلث سردر موزه ایران باستان و کتیبه سردر کتابخانه ملی و دارلفنون]]                                                                           | [ ۱۴ ]                         |
| عبدالله عاشور                 |                                    | نسخ                   | اواخردوازده‌اوایل‌سیزده | هم‌عصر فتحعلی‌شاه قاجار | [ ۱۲۲ ]                        |
| محمد عاقل                     | روشن قلم                           | نستعلیق               | سده یازدهم            | از خوشنویسان هندی در دربار اورنگ‌زیب | [ ۱۲۵ ]                        |
| علیرضا عباسی                  | شاهنواز - شیخ الخطاطین             | نستعلیق و خطوط ششگانه | سده یازدهم            | کتیبه‌نویس بزرگ و همنشین شاه عباس | [ ۲۱۶ ]                        |
| عبدالحسین                     |                                    | نسخ                   | درگذشت پس از ۱۳۲۱ ه‍. ق | قرآنی به خط او در آستان قدس رضوی موجود است | [ ۱۶ ]                         |
| مرتضی عبدالرسولی              |                                    | ثلث و سایر خطوط       | ۱۲۸۴–۱۳۷۳ ش           | خوشنویس و موسیقی‌دان (در موسیقی شاگرد حبیب سماعی)، افزون بر کتابت دیوان شعرا، کتیبه‌های آرامگاه حافظ به ثلث و آرامگاه خیام را به شکسته تعلیق نگاشته | [ ۲۱۷ ]                        |
| محمد بن عبدالملک              |                                    | خطوط ششگانه           | سده پنجم              | شاگرد ابن بواب | [ ۲۱۸ ]                        |
| عبدالعزیز                     |                                    | نستعلیق               |                       | از استادان محمد حسین کشمیری بوده | [ ۲۱۹ ]                        |
| سیدعبدالقادر ابن سیدعبدالوهاب |                                    | ثلث                   | اواخر هشتم، اوایل نهم | هم عصر امیر تیمور | [ ۷۲ ]                         |
| عبدالغفار اصفهانی             | آقا                                | نسخ                   | سده سیزدهم            | استاد زین‌العابدین اصفهانی | [ ۱۴ ]                         |
| عبدل غفور طاهر بن حسن         |                                    | ثلث                   | سده یازدهم            | کتیبه‌هایی در شهر تهته پاکستان دارد | [ ۴۲ ]                         |
| عبدالصمد شیرین قلم            | شیرین قلم - مصور شیرازی - زرین قلم | نستعلیق               | سده دهم               | نقاش، خطاط و شاعر که به دعوت همایون در ۹۵۱ ه‍.ق از دربار شاه تهماسب به هند رفت و مناصبی یافت و در نوشتن خفی و جلی مهارت داشت                        | [ ۴۲ ]                         |
| درویش عبدالمجید طالقانی       | خموش - مجید                        | شکسته                 | ۱۱۵۰–۱۱۸۵ ه‍. ق         | بزرگترین خوشنویس خط شکسته‌نستعلیق | [ ۲۲۰ ]                        |
| عبدالله حسینی شاه‌جهانی        | میر                                | نستعلیق               | سده یازدهم            | از خوشنویسان دربار شاه‌جهان | [ ۲۲۱ ]                        |
| درویش عبدی بخارائی            |                                    | نستعلیق               | درگذشت ۱۰۵۷ ه‍.ق        | از شاگردان میرعماد که‌به عثمانی مهاجرت کرد | [ ۱۵۸ ] [ ۲۲۲ ]                |
| عبدی نیشابوری                 | قلندر                              | نستعلیق               | سده دهم               | شاگرد سلطان‌علی مشهدی، عمو و استاد شاه‌محمود نیشابوری                                                                                               | [ ۲۲۳ ] [ ۲۲۴ ]                |
| عثمان بن حسین                 | وراق الغزنوی                       | کلیهٔ خطوط             | سدهٔ پنجم              | از استادان برجستهٔ خوشنویسی و تذهیب نسخ خطی زمان خود بود                                                                                           | [ ۲۲۵ ]                        |
| مولانا سعدالدین عراقی         |                                    | کلیه خطوط             | سده نهم               | از شاگردان جعفر تبریزی که برخی معروف بغدادی را شاگرد او می‌دانند                                                                                   | [ ۲۲۶ ]                        |
| فاتح عزت‌پور                   |                                    | نستعلیق               | زاده ۱۳۳۷             | مدرس انجمن خوشنویسان ایران در تهران و سنندج | [ ۲۲۷ ]                        |
| میر محمدحسین عطاخان           | مرصع قلم                           | نستعلیق               | اواخر سده دوازدهم     | فرزند محمدباقر زرین قلم در دوره شجاع‌الدوله نواب اوده (۱۷۵۳ -۱۷۷۵ م) در هند شهرت داشت                                                              | [ ۲۲۸ ]                        |
| محمدحسین عطارچیان             |                                    | شکسته                 | زاده ۱۳۲۲ ش           | از پیش‌کستوتان خط شکسته معاصر | [ ۱۳ ]                         |
| محمدعلی عطار هروی             |                                    | کوفی و تمامی خطوط     | ۱۲۸۹–۱۳۷۱ ش           | خوشنویس برجسته اهل افغانستان بود که مدتی در مشهد زیست                                                                                             | [ ۲۲۹ ]                        |
| محمددائم عظیم‌آبادی            | شیخ                                | نستعلیق               | درگذشت ۱۱۹۰ ه‍. ق       | خوشنویس و شاعر اهل پاتنا | [ ۲۳۰ ]                        |
| عبدالجواد عنقا                | عنقا                               | شکسته                 | درگذشت ۱۲۷۵ ه‍.ق        | استاد خط چند تن از صاحب‌منصبان قاجار | [ ۲۳۱ ]                        |
| محمدحسین بن محمدحسن علوی      | خوشنویس‌صاحب                        | نستعلیق               | درگذشت ۱۳۱۱ه‍.ق         | خوشنویس‍ هندی | [ ۲ ]                          |
| عبدالرحیم هروی                | عنبرین‌قلم - روشن‌رقم - جهانگیرشاهی  | نستعلیق               | درگذشت پس از ۱۰۳۴ ه‍.ق  | در جوانی از هرات به‌دربار‍ خان‌خانان و‍ جهانگیر‍ در هند‍ رفت                                                                                                | [ ۱۳۶ ]                        |
| محافظ باباجان عودی            |                                    | نستعلیق               | سده دهم               | |                                |
| عیشی                          | مولانا - کاتب                      | نستعلیق               | درگذشت ۹۸۰ه‍.ق          | از شاگردان مالک دیلمی در مشهد رفت در کتابخانهٔ سلطان ابراهیم میرزا صفوی کتابت می‌کرد                                                                | [ ۲۳۲ ] [ ۲۳۳ ] [ ۲۳۴ ]        |

## غ
بالای صفحه - آ الف ب پ ت ث ج چ ح خ د ذ ر ز ژ س ش ص ض ط ظ ع غ ف ق ک گ ل م ن و ه ی 

| نام                    | لقب                    | شیوه                             | تاریخ          | توضیح | منبع                    |
| ---------------------- | ---------------------- | -------------------------------- | -------------- | --- | ----------------------- |
| محمداسماعیل غافل       | روشن قلم - غافل        | نستعلیق و خطوط ششگانه            | سده یازدهم     | به‍هند رفت، دبیر خاص اورنگ‌زیب عالمگیر شد                                                                                              | [ ۲۳۵ ]                 |
| محمدعلی غروی کاتب      | کاتب                   | ثلث                              | تولد۱۲۸۸ ش     | | [ ۲۳۶ ]                 |
| غلام‌محمد هفت‌قلمی دهلوی | هفت‌قلمی - راقم - دهلوی | نسخ، نستعلیق، ثلث، شکسته و ریحان | درگذشت ۱۲۳۹ ه‍.ق | خوشنویس هندی شاگرد قدرت‌الله خان از معاریف شیوه نستعلیق لاهوری مؤلف مهم‌ترین تذکرهٔ فارسی دربارهٔ خوشنویسان دهلی بنام «تذکرهٔ خوشنویسان» | [ ۲۳۷ ] [ ۲۳۸ ] [ ۲۳۹ ] |

## ف
بالای صفحه - آ الف ب پ ت ث ج چ ح خ د ذ ر ز ژ س ش ص ض ط ظ ع غ ف ق ک گ ل م ن و ه ی 

| نام                        | لقب                                  | شیوه          | تاریخ        | توضیح | منبع             |
| -------------------------- | ------------------------------------ | ------------- | ------------ | --- | ---------------- |
| حسن بن حسین علی فارسی کاتب | فارسی - کاتب                         | تعلیق         | سده چهارم    | برخی ابداع تعلیق را به او نسبت می‌دهند | [ ۲۴۰ ]          |
| فاطمه بنت اقرع             | بنت اقرع                             | خطوط ششگانه   | درگذشت۴۸۰ ه‍.ق | نخستین زن خوشنویس ایرانی که از او یاد شده | [ ۲۴۱ ]          |
| حیدرعلی فایض اردبیلی       | ملا - فایض - اردبیلی - میر - اصفهانی | نستعلیق       | سده یازدهم   | فرزند مسیح اردبیلی در فن تاریخ گویی وسرودن انواع مختلف شعر مهارت داشته در تذکره «روز روشن» نام وی تحت عنوان «میر حیدرعلی اصفهانی» آمده.                  | [ ۲۴۲ ] [ ۲۴۳ ]  |
| عبدالله فرادی              |                                      | نستعلیق       | ۱۳۰۶–۱۳۷۵ ش  | از استادان پیشکسوت انجمن خوشنویسان ایران | [ ۲۴۴ ]          |
| میرزا سلمان فراهانی        | بیان‌السلطنه                          | شکسته         | ۱۲۵۵–۱۳۳۷ ه‍.ق | مصدر مناصب دولتی، هم‌عصر چهار پادشاه آخر‍ قاجار | [ ۲۴۵ ]          |
| حبیب‌الله فضائلی            |                                      | کلیه خطوط     | ۱۳۰۱–۱۳۷۶ ش  | مؤلف کتاب‌های اطلس خط و تعلیم خط | [ ۲۴۶ ]          |
| ابوالفیض فیضی              | فیضی دکنی - فیضی فیاضی - شیخ         | نستعلیق       | ۹۵۴–۱۰۴۰ ه‍.ق  | شاعر بزرگ پارسی‌گوی هند که به دربار اکبر شاه امپراتور گورکانی هند راه یافت و به مرتبهٔ امیری و ملک‌الشعرایی رسید                                            | [ ۲۴۷ ] [ ۲۴۸ ]  |
| مجمد فیضی                  | شیخ                                  | ثلث           | سده یازدهم   | میرعلی شرقانی تهتاوی او را ثلث‌نویس برجسته دوران شاه‌جهان در هند دانسته و کتیبه‌ای از او به تاریخ ۱۱۱۴ ه‍.ق/۱۷۰۲ م در مسجد شاهی تهته در سند پاکستان موجود است | [ ۴۲ ]           |
| فیض الله                   | فقیر                                 | نستعلیق و نسخ | سده دوازدهم  | از جمله آثار شناسایی شده او چندین نسخه قرآن خطی مربوط به دوره افشار و زند است.                                                                           | [ نیازمند منبع ] |
| محمد حسین فتوحی قزوینی     | استاد                                | نستعلیق و نسخ |              | از استادان مقیم خارج از کشور (انجمن خوشنویسان وستروس) |                  |

## ق
بالای صفحه - آ الف ب پ ت ث ج چ ح خ د ذ ر ز ژ س ش ص ض ط ظ ع غ ف ق ک گ ل م ن و ه ی 

| نام                         | لقب                     | شیوه                         | تاریخ                      | توضیح                                                                                        | منبع            |
| --------------------------- | ----------------------- | ---------------------------- | -------------------------- | -------------------------------------------------------------------------------------------- | --------------- |
| قانعی                       |                         | نستعلیق                      | سده دهم                    | از شاگردان سیداحمد مشهدی                                                                     | [ ۲۴۹ ]         |
| ابوالقاسم قائم مقام فراهانی | سیدالوزراء-قائم‌مقام     | شکستهٔ نستعلیق                | ۱۱۹۳–۱۲۵۱ ه‍.ق               | صدراعظم فتحعلی‌شاه مبدع شیوه‌ای در شکسته                                                       | [ ۲۰۹ ]         |
| سلطان‌علی قاینی              | یعقوبی - رستمی - سلطانی | نستعلیق                      | درگذشت ۹۱۴ ه‍.ق              | شاگرد مولانا اظهر تبریزی                                                                     | [ ۲۵۰ ] [ ۲۵۱ ] |
| محمدعلی قاینی               | منشی                    | شکستهٔ نستعلیق                | درگذشت پس از ۱۳۲۴ ه‍.ق       |                                                                                              | [ ۱۶ ]          |
| عبدالحسین قدسی              | منشی                    | نسخ، ثلث و رقاع              | ۱۲۸۷–۱۳۶۶ ه‍.ق               | خوشنویس اصفهانی                                                                              | [ ۱۶ ]          |
| محمدحسین سیفی قزوینی        | عمادالکتاب              | نستعلیق                      | ۱۲۴۰–۱۳۱۵ ش                | شاهنامهٔ امیربهادری را نوشت و با انتشار اولین رسم‌الخط‌های آموزشی شیوه محمدرضا کلهر را رواج داد | [ ۲۵۲ ]         |
| زین‌العابدین قزوینی          | معجز نگار               | نسخ                          | سده سیزدهم                 | کاتب مخصوص فتحعلی‌شاه قاجار                                                                   | [ ۲۵۳ ]         |
| محمدشفیع قزوینی             |                         | نستعلیق                      | سده یازدهم                 | فرزند عبدالجبار اصفهانی                                                                      | [ ۴۷ ]          |
| ملک محمد قزوینی             |                         | نقاشیخط                      | سده سیزدهم                 | نقاش و خطاط که آثاری از تلفیق این دو به وجود آورده                                           |                 |
| میرمحمد صدرالدین قزوینی     |                         | نستعلیق                      | سده دهم                    |                                                                                              |                 |
| شمس‌الدین قطابی              | شمس صوفی                | خطوط ششگانه                  | سده نهم                    | شاگرد محمد بندگیر                                                                            | [ ۷۶ ]          |
| محمود قطب مغیثی             | مُغیثی-سلطانی            | خطوط ششگانه و نستعلیق        | سده نهم                    | شاگرد جعفر بایسنقری                                                                          | [ ۲۵۴ ]         |
| عمر اقطع                    |                         | خطوط ششگانه                  | اواخر هشتم اوایل نهم       | معاصر امیر تیمور                                                                             | [ ۷۶ ]          |
| آقا ابراهیم قمی             |                         | نسخ، شکستهٔ نستعلیق و نستعلیق | اواخر یازدهم اوایل دوازدهم | استاد بزرگترین نسخ‌نویس ایرانی احمد نیریزی                                                    | [ ۲۵۵ ]         |
| قاضی احمدبن میرمنشی قمی     |                         | نستعلیق                      | سده دهم                    | شاگرد احمد مشهدی مؤلف گلستان هنر                                                             | [ ۲۴۹ ]         |
| سیدمحمدرضا قافله باشی       |                         | نستعلیق                      | 1359 ش                     | قزوینی                                                                                       |                 |
| قاضی یوسف                   |                         | نستعلیق                      | سده دوازدهم                | اثری از او در حراج کریستی در ۲۰۱۰ به معرض فروش گذاشته شد                                     | [ ۲۵۶ ]         |
| محمد حسن قمی                |                         | شکستهٔ نستعلیق                | سده یازدهم                 | هم‌عصر و پیرو شیوه شفیعا                                                                      | [ ۲۵۷ ]         |
| احمد قوام‌السلطنه            | حضرت اشرف - منشی‌حضور    | نستعلیق و شکستهٔ نستعلیق      | ۱۲۵۲–۱۳۳۴ ش                | از سیاست‌مداران برجسته که مدتی نخست‌وزیر ایرا ن بود                                            | [ ۲۵۸ ]         |
| محمدعلی قوچانی              | میرزا سنگلاخ            | نستعلیق و شکستهٔ نستعلیق      | درگذشت ۱۲۹۴ ه‍.ق             | در بسیاری از کشورها به‌ویژه مصر و‍ عثمانی‍ زیست                                                   | [ ۲۵۹ ] [ ۲۶۰ ] |

## ک
بالای صفحه - آ الف ب پ ت ث ج چ ح خ د ذ ر ز ژ س ش ص ض ط ظ ع غ ف ق ک گ ل م ن و ه ی 

| نام                   | لقب                   | شیوه                  | تاریخ                      | توضیح | منبع            |
| --------------------- | --------------------- | --------------------- | -------------------------- | --- | --------------- |
| محمود کاتب            |                       | نستعلیق               | سده دهم                    | از شاگردان علی‌رضا عباسی و خوشنویسان هرات | [ ۲۶۱ ]         |
| محمدصالح کاتب الخاقان | کاتب الخاقان          | نستعلیق               | سده دهم                    | گردآورنده مرقع استانبول | [ ۲۶۲ ]         |
| محمدکاظم تهرانی       | میرزا کاظم            | نستعلیق               | درگذشت ۱۳۲۵ ه‍.ق             | سیاه‌مشق‌نویس نامی، فرزند شیخ‌محمد مجتهد، شاگرد سیدعلی حکاک و استاد سیدعباس                                                                                    | [ ۱۶ ] [ ۲۶۳ ]  |
| ارغون کاملی           | خواجه                 | خطوط ششگانه           | درگذشت حدود۷۵۰ ه‍.ق          | فرزند عبدالله، شاگرد یاقوت مستعصمی | [ ۲۶۴ ]         |
| محمد باقر کاشانی      |                       | نستعلیق               | سده دهم                    | شاگرد میرمعزالدین کاشانی بعداً به هند رفت | [ ۳۹ ]          |
| محمد حسین کاشانی      | طوبی                  | نستعلیق               | درگذشت پس از ۱۳۱۵ ه‍.ق       | خوشنویس چاپ سنگی | [ ۱۶ ]          |
| علی اکبر کاوه         |                       | نستعلیق               | ۱۲۷۳–۱۳۶۹ ش                | از شاگردان عمادالکتاب | [ ۲۶۵ ]         |
| محمد جعفر کشمیری      |                       | نستعلیق               | سده دوازدهم                | فرند محمدعلی و نبیره محمد حسین کشمیری از خوشنویسان گمنام هند که اثری از او در کتابخانه بادلیان در انگلستان موجود است                                        | [ ۲۶۶ ]         |
| محمد حسین کشمیری      | زرین‌قلم - جهانگیرشاهی | نستعلیق               | سده دهم                    | شاگرد میرعلی هروی و از ملازمان اکبرشاه هند | [ ۱۲ ]          |
| اسدالله کرمانی        |                       | نستعلیق و خطوط ششگانه | درگذشت ۸۹۲ ه‍.ق              | به سرزمین عثمانی مهاجرت کرد | [ ۲۶۷ ]         |
| حسن کرمانی            | غیور                  | شکسته                 | اواخر یازدهم اوایل دوازدهم | شاگرد شفیعا، مدتی‍ به وزارت گرجستان مأمور بود | [ ۲۶۸ ]         |
| محمدزمان کرمانی       | تبریزی                | نستعلیق               | درگذشت ۹۹۴ ه‍.ق              | او در تبریز نشو و نما کرد | [ ۲۶۹ ]         |
| محمد مؤمن کرمانی      |                       | کلیه خطوط             | درگذشت ۹۴۸ ه‍.ق              | فرزند عبدالله مروارید استاد سام میرزاصفوی به هند رفت | [ ۲۷۰ ]         |
| میرزا حسین کفایت خان  | کفایت خان             | شکسته نستعلیق         | سده یازدهم                 | فرزند محمد جعفر کفایت خان و نوه میرزا مقیم خان از وزرا و خوشنویسان دربار اورنگ‌زیب و استاد منشی سیج بهان و چندربهان                                          | [ ۲۷۱ ]         |
| محمد جعفر کفایت خان   | کفایت خان - شاهی      | تعلیق و شکسته نستعلیق | درگذشت ۱۰۹۵ ه‍.ق یا ۱۰۶۰ ه‍.ق  | پدر میرزا حسین کفایت خان، فرزند میرزا مقیم خان و نوه میرزا محمد حسین خوشنویس از خوشنویسان دوران شاه‌جهان و اورنگ‌زیب در هند است که اصلاحاتی در شکسته پدیدآورد | [ ۲۷۱ ] [ ۲۷۲ ] |
| کالکاپرشادکاپیسته     | موجد                  | نستعلیق               | سده چهاردهم                | شاعر پارسی‌گو خوشنویس هندی شاگرد حافظ لطف‌الله لکنهوی در چاپخانه منشی نولکشور در لکنهو خوشنویسی می‌کرد از جمله مثنوی معنوی را کتابت کرده                       | [ ۲۷۳ ]         |
| میرحسین کلنگی بخاری   |                       | نستعلیق               | سده دهم                    | از شاگردان میرعلی هروی | [ ۱۲ ]          |
| محمد رضا کلهر         |                       | نستعلیق               | ۱۲۴۵–۱۳۱۰ ه‍.ق               | بنیانگذار شیوه‌ای جدید در نستعلیق | [ ۲۷۴ ]         |
| ملا علی کوساری        |                       | کلیه خطوط             | سده دوازدهم                | خوشنویس، ادیب، شاعر، موسیقی‌دان | [ ۲۷۵ ]         |
| دوست‌محمد کوشوانی هروی | گامی                  | نستعلیق               | سده دهم                    | هم‌عصر شاه‌طهماسب، گردآورنده مرقع بهرام میرزا | [ ۲۷۶ ]         |
| غلامحسین کیمیاقلم     | کیمیاقلم              | شکستهٔ نستعلیق         | درگذشت در سال 1379 ه‍.ش      | خوشنویس | [ ۱۶ ]          |
| محمد کاشانی آزاد      |                       | ثلث و محقق            | معاصر                      | برنده سه دوره متوالی جایزه خط محقق از ارسیکا و رتبه اول خط ثلث اولین دوسالانه خوشنویسی ایران</ />                                                           |                 |

## گ
بالای صفحه - آ الف ب پ ت ث ج چ ح خ د ذ ر ز ژ س ش ص ض ط ظ ع غ ف ق ک گ ل م ن و ه ی 

| نام                    | نگاره | لقب                   | شیوه                         | تاریخ                   | توضیح | منبع            |
| ---------------------- | ----- | --------------------- | ---------------------------- | ----------------------- | --- | --------------- |
| حسن‌علی‌خان گروسی        |       | امیرنظام - سالار عسکر | شکستهٔ نستعلیق                | ۱۲۳۶–۱۳۱۷ ه‍.ق            | صاحب‌منصب زمان محمدشاه و‍ ناصرالدین شاه مبدع شیوه خاص در‍ شکسته نستعلیق                                           | [ ۱۶۵ ]         |
| سید علی‌اکبر گلستانه    |       | احتشام‌السادات         | شکستهٔ نستعلیق                | ۱۲۷۴–۱۳۱۹ ه‍.ق            | بهترین شکسته‌نویس پس از درویش عبدالمجید طالقانی                                                               | [ ۲۷۷ ]         |
| علاءالدین محمد گلستانه |       |                       | نستعلیق                      | سده یازدهم              | از شاگردان ابوتراب اصفهانی معروف به ترابا                                                                    | [ ۲۷ ]          |
| گلزار رقم              |       | گلزار رقم             | نستعلیق                      |                         | از خوشنویسان هند قطعه‌ای از او در کتابخانه سرکاری رامپور است                                                  | [ ۲۷۸ ]         |
| گلشن رای               |       |                       | نستعلیق                      | اوایل سده دوازدهم       | از خوشنویسان هند قطعه‌ای از او موزه پیشاور پاکستان موجود است                                                  | [ ۲۷۸ ]         |
| گلشنی‌علی               |       | شیخ                   | نستعلیق، شکستهٔ نستعلیق و ثلث | ۱۱۱۷–۱۲۰۰ ه‍.ق            | اهل جونپور هند که به دهلی رفت و در خدمت میرافضل ثابت بود                                                     | [ ۲۷۸ ]         |
| گلشنی کاشانی           |       |                       | نستعلیق                      | درگذشت پس از ۹۵۷ ه‍.ق     | ابتدا سنگ فروش بود به دربار شاه تهماسب رفت و کودکان دربار را تعلیم می‌داد بعد به عتبات و از آنجا به شوشتر رفت | [ ۲۷۹ ]         |
| محمدافضل گنابادی       |       |                       | شکستهٔ نستعلیق                | اواخریازده اوایل دوازده | هم‌عصر و پیرو شیوه شفیعا                                                                                      | [ ۳۱ ]          |
| گوهرشاد                |       |                       | نستعلیق                      | درگذشت ۱۰۳۸ ه‍. ق         | دختر میرعماد، یکی از چند بانوی خوشنویس                                                                       | [ ۲۷۹ ] [ ۲۸۰ ] |

## ل
بالای صفحه - آ الف ب پ ت ث ج چ ح خ د ذ ر ز ژ س ش ص ض ط ظ ع غ ف ق ک گ ل م ن و ه ی 

| نام                    | لقب                      | شیوه                    | تاریخ                     | توضیح                                                                     | منبع            |
| ---------------------- | ------------------------ | ----------------------- | ------------------------- | ------------------------------------------------------------------------- | --------------- |
| عبداللطیف لاریجانی     | کاتب السلطانی            | نستعلیق                 | درگذشت ۱۲۴۵ ه‍. ق           | از کاتبان و منشیان دیوان قاجار                                            | [ ۲۸۱ ]         |
| لاله درگاپرشاد         | مضطرب                    | نستعلیق و شکسته نستعلیق | درگذشت ۱۲۰۰ ه‍. ق           | از کاتبان و تندنویسان هند مسلط به فارسی، در لکنهو درگذشت                  | [ ۲۸۲ ]         |
| لاله لچمی رام‌پندت      |                          | نستعلیق و شکسته نستعلیق | درگذشت ۱۲۲۸ ه‍. ق           | از خوشنویسان، منشیان و نقاشان هند مسلط به فارسی و عربی شاگرد محمد حفیظ‌خان | [ ۲۸۲ ]         |
| لالمع نسفی             |                          | نستعلیق                 | درگذشت پس از ۱۱۰۰ ه‍. ق     | شاعر و خوشنویس                                                            | [ ۲۸۳ ]         |
| محمدافضل لاهوری قادری  | آقای ثانی                | نستعلیق                 | سده دوازدهم               | خوشنویس هندی در دربار محمدشاه گورکانی                                     | [ ۱۳۶ ]         |
| نورالدین محمد لاهیجی   | نورا                     | نستعلیق                 | درگذشت بین ۱۰۵۰ و ۱۰۵۲ه‍. ق | از بهترین شاگردان میرعماد                                                 | [ ۲۸۴ ] [ ۲۸۵ ] |
| محمدسعید لاهیجی        | سعیدای گیلانی - بی‌بدل‌خان | نستعلیق                 | سده یازدهم                | به هند رفت، تخت طاووس را او ساخت                                          | [ ۲۸۶ ]         |
| محمدقاسم لاهیجی حائری  |                          | نستعلیق                 | سده دهم                   | از خوشنویسان و مشاهیر لاهیجان                                             | [ ۲۸۷ ]         |
| لطفا اصفهانی           |                          | نستعلیق                 | درگذشت پس از ۱۱۲۶ ه‍. ق     | محمدصالح اصفهانی نوشته به هند رفت                                         | [ ۲۸۳ ]         |
| لطفا تبریزی            |                          | نستعلیق                 | سده دوازدهم               | محمدصالح اصفهانی نوشته به هند سفر کرد                                     | [ ۲۸۳ ]         |
| لطف‌الله حسنی لاریجانی  |                          | نستعلیق                 | درگذشت پس از ۱۲۳۸ ه‍. ق     | از کاتبان گمنام دربار فتحعلی‌شاه قاجار                                     | [ ۲۸۸ ]         |
| میرزا علی محمد لواسانی | صفا                      | نستعلیق                 | ۱۲۲۱–۱۲۹۹ ه‍. ق             | عارف و دانشمند زمان‍ محمدشاه و‍ ناصرالدین‌شاه                                  | [ ۲۷۷ ]         |

## م
بالای صفحه - آ الف ب پ ت ث ج چ ح خ د ذ ر ز ژ س ش ص ض ط ظ ع غ ف ق ک گ ل م ن و ه ی 

| نام                                | لقب                                | شیوه                      | تاریخ                      | توضیح | منبع                    |
| ---------------------------------- | ---------------------------------- | ------------------------- | -------------------------- | --- | ----------------------- |
| رضا مافی                           |                                    | نقاشیخط                   | ۱۳۲۲–۱۳۶۱ ش                | از پیشگامان نقاشیخط، شاگرد جلال‌الدین اعتضادی و حسین میرخانی                                                    | [ ۲۸۹ ]                 |
| مالک دیلمی                         |                                    | نستعلیق                   | ۹۲۴–۹۶۹ ه‍.ق                 | شاگرد میرعلی هروی و استادمیرعماد                                                                               | [ ۲۹۰ ] [ ۲۹۱ ]         |
| مانی شیرازی                        |                                    | نستعلیق                   | درگذشت ۹۱۳ یا ۹۱۴ ه‍.ق       | شاعر و خوشنویس تبریزی که در آنجا به قتل رسید و در محله سرخاب به خاک سپرده شد                                   | [ ۲۹۲ ]                 |
| ماه شرف کردستانی                   | مستوره اردلان                      | نستعلیق                   | ۱۲۲۶–۱۲۶۳ ه‍.ق               | شاعر و خوشنویس دختر ابوالحسن بیگ قادری و همسر خسروخان اردلان حاکم کردستان بود                                  | [ ۲۹۲ ]                 |
| میرزا مجدالدین ملک الکلام کردستانی | ملک الکلام مجدی                    | نستعلیق                   | ۱۲۶۸–۱۳۴۲ ه‍.ق               | شاعر و خوشنویس فرزند عبدالکریم و پدر عبدالحمید ملک الکلامی بود                                                 | [ ۲۹۲ ]                 |
| مبارکشاه قطب تبریزی                | زرین قلم - خواجه - نسخ‌نویس         | خطوط ششگانه               | درگذشت حدود ۷۶۰ه‍.ق          | از شاگردان یاقوت مستعصمی                                                                                       | [ ۱۰ ]                  |
| سرور مه‌کامه محصص لاهیجانی          | 'بانو سرور - سرورالدوله لاهیجانی   | نستعلیق                   | ۱۲۹۱–۱۳۵۶ ش                | شاعر و خوشنویس ایرانی و فعال حقوق زنان، خواهر اردشیر محصص                                                      | [ ۲۹۳ ]                 |
| متین ملاجیون                       |                                    | نستعلیق و نسخ             | زاده ۱۱۵۵ ه‍.ق               | شاعر و خوشنویس لاهوری                                                                                          | [ ۲۹۴ ]                 |
| مجنون                              | چپ‌نویس - هروی - مشهدی - رفیقی هروی | نستعلیق، معکوس و توأمان   | درگذشت ۹۵۱ ه‍.ق              | فرزند کمال‌الدین محمود رفیقی، از خوشنویسان و شاعران هرات در دوره سلطان حسین بایقرا، مبتکر خط توأمان             | [ ۲۹۵ ] [ ۲۹۶ ] [ ۲۹۷ ] |
| محب‌علی نایی                        | نایی - هراتی - ابراهیمی            | نستعلیق                   | درگذشت ۹۹۵ ه‍.ق              | خوشنویس، نوازندهٔ نی و شاعر، فرزند رستم‌علی، سرپرست کتابخانه ابراهیم میرزا که هنرمندان بزرگی در آن بودند         | [ ۲۹۸ ] [ ۲۹۹ ] [ ۳۰۰ ] |
| محیی هروی                          |                                    | نستعلیق                   | سده دهم                    | از شاگردان محمدقاسم شادیشاه، در کتاب مناقب هنروران آمده در این ایام (سال ۹۹۵ ق) در خراسان از وی خوشنویس‌تر نیست | [ ۳۰۱ ]                 |
| محراب بیک اصفهانی                  |                                    | نستعلیق                   | درگذشت ۱۰۶۱ ه‍.ق             | از شاگردان میرعماد                                                                                             | [ ۱۰۱ ]                 |
| محمدابراهیم                        | مشکین قلم                          | نستعلیق                   | سده چهاردهم                | اهل شیراز «دیوان باباکوهی» را در ۱۳۴۷ ه‍.ق نوشته                                                                 | [ ۳۰۲ ]                 |
| سلطان محمد بن تغلق                 | جونا خان                           | نسخ                       | حکومت: ۷۵۲–۷۸۵ ه‍.ق          | از سلاطین تغلقیه سلطنت دهلی که بسیار روان و بامهارت می‌نوشته                                                    | [ ۶ ]                   |
| محمد تقی بن محمد علی               |                                    | نسخ                       | درگذشت ۱۲۶۹ه‍.ق              | از پیروان شیوه احمد نیریزی و از خوشنویسان دربار ناصرالدین شاه                                                  | [ ۳۰۳ ]                 |
| محمدتقی میرزا قاجار                | رکنی - رکن‌الدوله                   | نستعلیق                   | سده سیزدهم                 | فرزند محمدشاه قاجار شاگرد میرزا کاظم تهرانی بود                                                                | [ ۳۰۴ ]                 |
| محمد حسن                           | نسخ‌نویس                            | نسخ                       | سده سیزدهم                 | هم دوره با زین‌العابدین اصفهانی                                                                                 | [ ۱۴ ]                  |
| محمد رضا                           |                                    | نستعلیق                   | اواخر دهم، اوایل یازدهم    | خوشنویس دربار محمدقلی قطب شاه در دکن                                                                           | [ ۳۰۵ ]                 |
| محمد شاه گورکانی                   | روشن اختر                          | نستعلیق                   | ۱۱۳۱–۱۱۶۱ه‍.ق                | پادشاه گورکانی‌هند که نادرشاه شکستش داد. دو قطعه از آثارش در موزه باستانشناسی دهلی موجود است.                   | [ ۱۱۸ ] [ ۱۷۸ ]         |
| حافظ محمد علی                      |                                    | نستعلیق                   | اواخر یازدهم اوایل دوازدهم | از خوشنویسان هند فرزند هدایت‌الله زرین قلم                                                                      | [ ۳۰۶ ]                 |
| حافظ حاجی محمد                     |                                    | نستعلیق                   |                            | | [ ۳۰۷ ]                 |
| محمود                              |                                    | نستعلیق                   | درگذشت پس از ۱۳۲۰ ه‍.ق       | فرزند مصطفی موسوی مستوفی                                                                                       | [ ۱۶ ]                  |
| محمود بن علی‌نقی شیرازی             |                                    | نستعلیق                   | درگذشت پس از ۱۳۳۴ ه‍.ق       | از او آثار چاپ سنگی باقی‌مانده، فرزند و شاگرد علی‌نقی شیرازی                                                     | [ ۱۶ ]                  |
| شیخ محمود                          | زرین‌قلم - خفی‌نویس                  | نستعلیق                   | سده دهم                    | شاگرد جعفر بایسنقری                                                                                            | [ ۳۰۸ ]                 |
| زین‌الدین محمود                     |                                    | نستعلیق                   | سده دهم                    | از شاگردان سلطان‌علی مشهدی                                                                                      | [ ۹ ]                   |
| محمد صابر صابر                     |                                    | نستعلیق                   | ۱۳۲۴-۱۳۹۸ ه ش              | موسس انجمن خوشنویسان کردستان                                                                                   | [ ۱۴ ]                  |
| علی مخصوص                          | کاتب‌الخاقان دوم                    | نستعلیق                   | درگذشت ۱۳۳۷ ه‍.ق             | فرزند میرزا حسین‌خان مستوفی معروف به کاتب‌الخاقان است                                                            | [ ۳۰۹ ]                 |
| میرزا حسین‌خان مستوفی               | کاتب‌الخاقان - کاتب السلطان         | نستعلیق                   | سده سیزدهم                 | همان محمد حسین تهرانی شاگرد‍میرزا غلامرضا اصفهانی‍ و پدر علی مخصوص (کاتب‌الخاقان دوم) است                           | [ ۳۰۹ ]                 |
| میرزاتقی مستوفی الممالک            |                                    | نستعلیق                   | سده یازدهم                 | مستوفی‌الممالک شاه عباس، شاگرد میرعماد                                                                          | [ ۱۵۸ ]                 |
| میرمحمد علی                        | خدیوالخطاطین                       | نستعلیق                   | سده یازدهم                 | میرزای سنگلاخ آورده که همسر گوهرشاد و داماد میرعماد بوده‌است                                                    | [ ۲۷۹ ]                 |
| حبیب‌الله مسرور                     |                                    | نستعلیق                   | درگذشت پس از ۱۳۳۷ ه‍.ق       | | [ ۱۶ ]                  |
| غلام‌رضا مشعشعی                     |                                    | شکسته                     | زاده ۱۳۲۹ ش                | پژوهشگر و کارشناس نسخه‌های خطی                                                                                  | [ ۳۱۰ ]                 |
| سیداحمد مشهدی                      |                                    | نستعلیق                   | درگذشت ۹۸۶ه‍.ق               | شاگرد میرعلی هروی کاتب و ملازم شاه‌تهماسب                                                                       | [ ۳۱۱ ]                 |
| علی‌رضا مشهدی                       |                                    | نستعلیق                   | سده دهم                    | از شاگردان سیداحمد مشهدی                                                                                       | [ ۳۱۲ ]                 |
| محمدرحیم مشهدی                     |                                    | نستعلیق                   | سده دهم                    | از شاگردان سیداحمد مشهدی                                                                                       | [ ۲۴۹ ]                 |
| محمدامین مشهدی                     |                                    | نستعلیق                   | سده یازدهم                 | از خوشنویسان دربار اکبر شاه و استاد ابوالبقا موسوی (ممکن است همان حاجی میرک بخاری باشد)                        | [ ۵۲ ] [ ۳۱۳ ]          |
| محمدمسیح الله الحسینی              |                                    | نستعلیق                   | اواخر دهم اوایل یازدهم     | خطی از او در نگارخانه فری‌یر موجود است                                                                          |                         |
| شاه‌محمد مشهدی                      |                                    | نستعلیق                   | سده دهم                    | از شاگردان مالک دیلمی                                                                                          | [ ۳۱۴ ]                 |
| سیدحسن‌علی مشهدی                    |                                    | نستعلیق                   | سده دهم                    | از شاگردان سیداحمد مشهدی                                                                                       | [ ۲۴۹ ]                 |
| سلطان‌علی مشهدی                     | سلطان‌الخطاطین - قبلة الکتاب        | نستعلیق                   | ۸۳۹–۹۲۶ ه‍.ق                 | از سرآمدان نستعلیق، مؤلف صراط السطور                                                                           | [ ۱۰ ]                  |
| نعمت‌الله مشهدی                     |                                    | نستعلیق                   | نیمه اول سده یازدهم        | از شاگردان علی‌رضا عباسی                                                                                        | [ ۲۶۱ ]                 |
| خیرالدین مرعشی                     |                                    | خطوط ششگانه               | درگذشت ۸۷۶ ه‍.ق              | شاگرد عبداللّه صیرفی که شیوه او را به عثمانی بُرد و شاگردی چون حمداللّه آماسی را پرورش داد                        | [ ۳۱۵ ]                 |
| مرشد خطاط                          | عطار                               | نستعلیق                   | سده دهم                    | از خوشنویسان مشهور شیراز                                                                                       | [ ۳۱۶ ]                 |
| محمدتقی مروارید                    |                                    | نستعلیق                   | سده دهم                    | شاگرد میرمعزالدین محمد کاشانی                                                                                  | [ ۳۹ ]                  |
| شهاب‌الدین عبدالله مروارید          | بیانی کرمانی                       | نستعلیق، تعلیقو سایر خطوط | ۸۶۵–۹۲۲ ه‍.ق                 | وزیر سلطان حسین بایقرا، شاگرد عبدالله طباخ                                                                     | [ ۱۹۸ ] [ ۳۱۷ ] [ ۳۱۸ ] |
| مظفرعلی                            | نقاش شاهی                          | نستعلیق                   | ۹۴۰ - حدود ۹۹۰ ه‍.ق          | شاگرد میرعلی هروی و در نقاشی شاگرد دایی خود کمال الدین بهزاد                                                   | [ ۳۱۹ ]                 |
| مولانا معروف                       | بغدادی                             | نستعلیق و خطوط ششگانه     | درگذشت حدود ۸۳۰ ه‍.ق         | شاگرد جعفر تبریزی، استاد شمس بایسنقری                                                                          | [ ۱۴۲ ]                 |
| میرمحمد مقیم تبریزی                |                                    | نستعلیق                   | سده یازدهم                 | شاگرد میرعماد، به دربار شاه‌جهان در هند رفت                                                                     | [ ۳۲۰ ]                 |
| محمد علی مطلق                      |                                    | نسخ                       | سده سیزدهم                 | شاگرد زین‌العابدین اصفهانی                                                                                      | [ ۱۴ ]                  |
| میرمعزالدین محمد کاشانی            | میر معزّ                            | نستعلیق                   | سده دهم                    | درزمان شاه عباس به هند رفت و بعد بازگشت                                                                        | [ ۳۴ ]                  |
| محمودخان ملک‌الشعرا                 | ملک‌الشعرا - صبا - شریف             | نستعلیق و شکسته           | ۱۲۲۸–۱۳۱۱ه‍.ق                | خوشنویس، نقاش و شاعر دوره ناصری                                                                                | [ ۳۲۱ ]                 |
| عبدالحمید ملک الکلامی              | امیرالکتاب - شرقی                  | کلیه خطوط                 | ۱۲۶۲–۱۳۲۸ ه‍. ش              | اهل سنندج، فعال در تهران، فرزند عبدالمجید، کتیبه‌نویس آرامگاه حافظ و موزه ایران باستان                          | [ ۱۶ ] [ ۳۲۲ ]          |
| عبدالحی منشی استرآبادی             |                                    | تعلیق                     | درگذشت: ۹۰۷ ه‍.ق             | برخی او را از واضعین خط تعلیق می‌دانند                                                                          | [ ۳۲۳ ]                 |
| خواجه اختیار منشی گنابادی          |                                    | تعلیق                     | سده دهم                    | بزرگترین تعلیق‌نویس                                                                                             | [ ۳۲۴ ]                 |
| عباس منظوری                        |                                    | نستعلیق                   | زاده ۱۳۰۰ ش                | فرزند و شاگرد علی منظوری حقیقی تفرشی                                                                           | [ ۳۲۵ ]                 |
| علی منظوری حقیقی تفرشی             |                                    | نستعلیق و شکسته           | ۱۲۶۷–۱۳۲۹ ش                | از شاگردان عمادالکتاب و استاد فرزندش عباس منظوری و نوه‌اش اویس وفسی                                             | [ ۳۲۶ ]                 |
| فصیح الملوک مهام                   |                                    | نستعلیق                   | درگذشت پس از ۱۳۳۶ ش        | شاگرد میرعماد میرفندرسکی                                                                                       | [ ۱۶ ]                  |
| مهدی‌قلی                            |                                    | نستعلیق                   | سده دهم                    | شاگرد میرمعزالدین محمد کاشانی                                                                                  | [ ۳۹ ]                  |
| موزون                              |                                    | نستعلیق                   | سده یازدهم                 | خوشنویس هندی فرزند شیخ پیر آگره                                                                                | [ ۶۶ ]                  |
| مولائی                             |                                    | نستعلیق                   | سده یازدهم                 | خوشنویس هندی شاگرد عبدالرشید دیلمی                                                                             | [ ۱۱۸ ]                 |
| میرابراهیم                         |                                    | نستعلیق                   | سده یازدهم                 | فرزند میرعماد                                                                                                  | [ ۲۸۰ ]                 |
| کمال الدین میرجان                  |                                    | نستعلیق                   |                            | شاید لقب میرعلی هروی باشد                                                                                      | [ ۳۰۷ ]                 |
| مولانا میرکی                       |                                    | نستعلیق                   | سده دهم                    | فرزند و شاگرد اظهر تبریزی                                                                                      | [ ۹۹ ]                  |
| سیدحسن میرخانی                     | سراج الکتاب                        | نستعلیق                   | ۱۲۹۱–۱۳۶۵ ش                | از بنیانگذاران انجمن خوشنویسان ایران                                                                           | [ ۳۲۷ ]                 |
| سیدحسین میرخانی                    |                                    | نستعلیق                   | ۱۲۸۶–۱۳۶۱ ش                | از بنیانگذاران انجمن خوشنویسان ایران                                                                           | [ ۳۲۷ ]                 |
| سید غلامرضا موسوی خطاط             |                                    | نستعلیق                   | ۱۳۰۱ - ۱۳۸۰ ش              | از بنیانگذاران انجمن خوشنویسان مشهد و اولین استاد خط رسمی انجمن خوشنویسان مشهد                                 | [ ۳۲۸ ]                 |
| میر دوری                           |                                    | نستعلیق                   | سده دهم                    | از شاگردان میرعلی هروی                                                                                         | [ ۱۲ ]                  |
| میرعماد حسنی                       | عمادالملک                          | نستعلیق                   | ۹۶۱–۱۰۲۴ ه‍. ق               | بزرگترین نستعلیق‌نویس همه دوران‌ها که به فرمان شاه عباس به قتل رسید                                              | [ ۳۲۹ ] [ ۳۳۰ ]         |
| میرعماد حسینی                      | میرعماد ثانی                       | نستعلیق                   | درگذشت پس از ۱۰۷۰ ه‍. ق      | برخی تذکره‌نویسان به اشتباه او را با میرعماد حسنی که نیم قرن پیش از او می‌زیست یکی دانسته‌اند                     | [ ۳۳۱ ]                 |
| میرعماد غلام شاهی                  | میرفندرسکی                         | نستعلیق و شکستهٔ تحریر     | درگذشت ۱۳۲۴ ش              | فرزند میرابوالقاسم مشاورنظام، مدتی منشی و خوشنویس وزارت امور خارجه بود و گلستان سعدی به خط او باقی است         | [ ۱۶ ]                  |

## ن
بالای صفحه - آ الف ب پ ت ث ج چ ح خ د ذ ر ز ژ س ش ص ض ط ظ ع غ ف ق ک گ ل م ن و ه ی 

| نام                           | لقب                 | شیوه                                                                                                 | تاریخ                      | توضیح | منبع            |
| ----------------------------- | ------------------- | --- | -------------------------- | --- | --------------- |
| ناصرالدین علی                 |                     | نستعلیق                                                                                              | اواخر نهم اوایل دهم        | بهارستان جامی را کتابت کرد                                                                                                 | [ ۳۳۲ ]         |
| ناصرالدین محمود شاه           |                     | نسخ                                                                                                  | حکومت: ۶۶۴–۶۶۶ ه‍.ق          | از سلاطین مملوک دهلی، ابن بطوطه گفته قرآنی را به خط او دیده‌است                                                             | [ ۶ ]           |
| علی نائینی                    |                     | نستعلیق                                                                                              | درگذشت ۱۳۱۸ ه‍.ق             | خوشنویس مشهدی که بین ۱۲۷۴ تا ۱۳۱۵ ه‍.ق فعال بوده‌است                                                                          | [ ۱۶ ]          |
| غلامعلی نائینی                |                     | نسخ                                                                                                  | درگذشت پس از ۱۳۱۵ ه‍.ق       | شعر هم می‌گفته | [ ۳۳۳ ]         |
| مریم بانو نائینی              |                     | نسخ                                                                                                  | اوایل دوره قاجار           | سرآمد بانوان خوشنویس | [ ۳۳۴ ]         |
| مرتضی نجومی                   | آیت‌الله             | ثلث                                                                                                  | ۱۳۰۷–۱۳۸۸ ش                | روحانی خوشنویس، تذهیب‌کار و نقاش                                                                                            | [ ۳۳۵ ]         |
| مرتضی نجم‌آبادی                |                     | نستعلیق                                                                                              | ۱۲۵۳–۱۳۲۶ ش                | فرزند محمد، از شاگردان میرزا محمدرضا کلهر که کتابت برخی از کتاب‌های ادبی و تاریخی را انجام داده                             | [ ۱۷۷ ]         |
| عبدالوهاب نشاط                | معتمدالدوله         | شکسته، نستعلیق و تعلیق                                                                               | درگذشت ۱۲۲۴ه‍.ق              | وزیر فتحعلی‌شاه شاگرد درویش عبدالمجید                                                                                       | [ ۳۳۶ ]         |
| ابوالقاسم‌محمد نصیر            | طرب                 | نستعلیق                                                                                              | ۱۲۷۶–۱۳۳۰ه‍.ق                | فرزند همای شیرازی شاگرد عبدالرحیم افسر                                                                                     | [ ۳۳۷ ]         |
| صدرالافاضل لطفعلی نصیری امینی | صدرالافاضل          | نستعلیق، شکسته نستعلیق، “تعلیق” ، ”ریحان”، “توقیع”، ”ثلث”، “نسخ”، “محقق”، ”کوفی”، “میخی” و سایر خطوط | شیراز ۱۲۶۸–تهران ۱۳۵۰ ه‍. ق  | فرزند محمد کاظم امین السفرای شیروانی تبریزی و استاد فرزندانش مجدالدین نصیری امینی و افضل الدین آذربد                       | [ ۱۶ ] [ ۳۳۸ ]  |
| نصیر منشی                     |                     | تعلیق، نستعلیق و ششگانه                                                                              | درگذشت ۹۶۲ه‍.ق               | | [ ۳۳۹ ]         |
| جهانگیر نظام‌العلما            |                     | نستعلیق                                                                                              | زادهٔ ۱۳۱۴ ش                | شاگرد علی‌اکبر کاوه | [ ۱۳ ]          |
| عبدالباقی نواب                |                     | شکسته                                                                                                | زادهٔ ۱۲۹۶ ه‍.ق               | شاگرد سیدعلی‌اکبر گلستانه، از پزشکان صاحب نام و استاد دانشکده پزشکی و رئیس دانشکده ادبیات اصفهان                            | [ ۳۴۰ ]         |
| شیخ نورالله                   |                     | نستعلیق                                                                                              | اواخر یازدهم اوایل دوازدهم | از خطاطان هند در دروه اورنگ‌زیب شاگرد عبدالرحیم فرمان‌نویس                                                                   | [ ۳۰۶ ] [ ۳۴۱ ] |
| حافظ نورالله                  |                     | نستعلیق                                                                                              | سده سیزدهم                 | شاگرد شیخ نورالله و از خوشنویسان مشهور و زبردست هند در لکنو هنگام حکومت آخرین پادشاه گورکانی بهادرشاه دوم (ح: ۱۸۳۷–۱۸۵۷ م) | [ ۱۸۰ ] [ ۳۴۲ ] |
| نورای اصفهانی                 |                     | نستعلیق                                                                                              | درگذشت ۱۰۷۰ ه‍.ق             | از شاگردان میرعماد که به هند مهاجرت کرد                                                                                    | [ ۱۰۱ ]         |
| سلطان محمد نور                |                     | نستعلیق                                                                                              | درگذشت ۹۴۰ ه‍.ق              | شاگرد سلطان‌علی مشهدی | [ ۳۴۳ ]         |
| عباس نوری                     | تاکری - میرزای بزرگ | نستعلیق                                                                                              | درگذشت ۱۲۵۵ ه‍.ق             | قطعاتی را به امر فتحعلی‌شاه‍ از خط‍ میرعماد به بهترین نحو تقلید کرده                                                            | [ ۳۴۴ ] [ ۳۴۵ ] |
| محمدرضا بن مرتضی نوری نائیجی  |                     | نستعلیق و محقق                                                                                       | زنده در ۱۳۱۲ ه.ق           | | [ ۳۴۶ ]         |
| حمید نیرومند                  |                     | نستعلیق                                                                                              | زاده ۱۳۵۰ ش                | | [ ۱۳ ]          |
| شاه‌محمود نیشابوری             | زرین قلم            | نستعلیق                                                                                              | سده دهم                    | از سرآمدان نستعلیق، شاگرد عبدی نیشابوری                                                                                    | [ ۳۴۷ ]         |
| سلیم نیشابوری                 |                     | نستعلیق                                                                                              | سده نهم                    | شاگرد شاه‌محمود نیشابوری | [ ۱۴۶ ]         |
| احمد نیریزی                   | سلطانی              | نسخ                                                                                                  | سده دوازدهم                | پدیدآورنده شیوه نسخ ایرانی و بزرگترین نسخ‌نویس                                                                              | [ ۳۴۸ ]         |
| احمد نیک طلب                  | یاور همدانی         | نستعلیق                                                                                              | زاده ۱۳۱۳                  | شاگرد علی‌اکبر کاوه، شاعر و خوشنویس                                                                                         | [ ۳۴۹ ]         |

## و
بالای صفحه - آ الف ب پ ت ث ج چ ح خ د ذ ر ز ژ س ش ص ض ط ظ ع غ ف ق ک گ ل م ن و ه ی 

| نام                   | لقب          | شیوه                   | تاریخ          | توضیح                                                               | منبع    |
| --------------------- | ------------ | ---------------------- | -------------- | ------------------------------------------------------------------- | ------- |
| فتحعلی واشقانی        |              | نستعلیق                | ۱۳۰۹ - ۱۳۹۱ ش  |                                                                     | [ ۱۳ ]  |
| محمدکاظم واله اصفهانی | واله         | تعلیق، نستعلیق و ناخنی | درگذشت ۱۲۲۹ ه‍.ق | شاعر و خوشنویس اواخر زند، اوایل قاجار                               | [ ۳۵۰ ] |
| محمدیوسف واله اصفهانی | واله         |                        | سده یازدهم     | تاریخ‌نگار، شاعر و خوشنویس دوران شاه صفی، شاه عباس دوم و شاه سلیمان  | [ ۳۵۱ ] |
| علی اشرف والی         |              | نستعلیق                | ۱۲۹۹–۱۳۸۹ ش    | نگارگر، خوشنویس، تذهیب کار و نقاش که آخرین پیرو مکتب کمال‌الملک بود. | [ ۳۵۲ ] |
| محمدطاهر وحید         | اعتمادالدوله | نستعلیق و شکسته        | سده یازدهم     | شاعر، خوشنویس و مورخ دوره صفوی                                      | [ ۳۵۳ ] |
| وصال شیرازی           | میرزا کوچک   | نستعلیق و سایر خطوط    | ۱۱۹۷–۱۲۶۲ ه‍.ق   | شاعر، ادیب و خوشنویس دوره قاجار                                     | [ ۳۵۴ ] |
| اویس وفسی             |              | نستعلیق‌نویس            | زاده ۱۳۱۰ ش    | نوه علی منظوری و از شاگردان حسن و حسین میرخانی                      | [ ۳۵۵ ] |

## ه
بالای صفحه - آ الف ب پ ت ث ج چ ح خ د ذ ر ز ژ س ش ص ض ط ظ ع غ ف ق ک گ ل م ن و ه ی 

| نام                 | لقب                        | شیوه              | تاریخ                       | توضیح                                                   | منبع    |
| ------------------- | -------------------------- | ----------------- | --------------------------- | ------------------------------------------------------- | ------- |
| محمد هاشم           | زرگر - اصفهانی             | نسخ               | اواخر دوازده، اوایل سیزده   | فرزند محمد صالح لؤلؤی اصفهانی و پدر میرزا محمد علی محرم | [ ۳۵۶ ] |
| سید محمد طاهر هاشمی |                            | نسخ و سایر خطوط   | ۱۲۹۴–۱۳۷۰ ش                 | شاعر و خوشنویس نسخ به شیوهٔ حافظ عثمان اهل کرمانشاه      | [ ۳۵۷ ] |
| محمدشفیع هروی حسینی | شفیعا - پیشوا              | شکسته و سایر خطوط | اواخر یازدهم، اوایل دوازدهم | شاگرد‍ مرتضی‌قلی‌خان شاملو‍ مدتی‍ بههند‍ رفت                      | [ ۳۵۸ ] |
| هدایت الله          | زرین قلم                   | نستعلیق           | درگذشت ۱۱۱۸ه‍.ق               | کتابدار اورنگ‌زیب عالمگیر پادشاه گورکانی هند             | [ ۳۵۹ ] |
| حسن هریسی           |                            | نسخ               | ۱۲۸۲–۱۳۶۲ ش                 | از خوشنویسان و کاتبان قرآن در تبریز                     | [ ۳۶۰ ] |
| میر علی هروی        | کاتب سلطانی - مولانامیرجان | نستعلیق           | درگذشت ۹۵۱ ه‍.ق               | از سرآمدان‍ نستعلیق، در ۹۳۵ به‌اجبار بهبخارا‍ رفت            | [ ۳۶۱ ] |

## ی
بالای صفحه - آ الف ب پ ت ث ج چ ح خ د ذ ر ز ژ س ش ص ض ط ظ ع غ ف ق ک گ ل م ن و ه ی 

| نام                  | لقب                     | شیوه                      | تاریخ                       | توضیح | منبع            |
| -------------------- | ----------------------- | ------------------------- | --------------------------- | --- | --------------- |
| یاری بخاری           |                         | نستعلیق                   | سده دهم                     | | [ ۳۶۲ ]         |
| یاری شیرازی          |                         | نستعلیق                   | درگذشت پس از ۹۵۹ ه‍.ق         | از شاگردان سلطان محمد خندان و از معاصران یاری هروی کاتب و یاری هروی مذهب                                                 | [ ۳۶۳ ] [ ۳۶۴ ] |
| یاری هروی کاتب       | کاتب                    | نستعلیق                   | سده دهم                     | شاگرد محمد اوبهی و محمدقاسم شادیشاه                                                                                      | [ ۳۶۵ ] [ ۳۶۶ ] |
| یاری هروی مذهب       | مذهّب                    | نستعلیق                   | سده دهم                     | نقاش مذهب، شاعر و خوشنویس دوره سلطان حسین بایقرا                                                                         | [ ۳۶۷ ]         |
| یاسمن بو دامغانی     | ذواللسانین              | نستعلیق، ثلث، نسخ و شکسته |                             | همسر میرزا عسکری دامغانی که مدتی در گلبرگه دکن بود و پس از مرگ شوهرش با یکی از امرای گورکانی ازدواج کرد و در دهلی می‌زیست | [ ۳۶۸ ]         |
| یاقوت مستعصمی        | قبلةُ الکُتّاب - امین‌الدین | خطوط ششگانه               | درگذشت ۶۹۸ ه‍.ق               | بزرگترین ثلث‌نویس، اهل بغداد، هم‌عصر المستعصم بالله                                                                        | [ ۳۶۹ ]         |
| میرزا یحیی اصفهانی   | ادیب‌الخطاطین - واله     | نستعلیق                   | سده یازدهم                  | خواهرزاده میرزا طاهر وحید قزوینی، پسر عموی جمالای شیرازی و برادر شمسا بینی و برادر زاده تقی مستوفی الممالک               | [ ۱۵۸ ] [ ۳۷۰ ] |
| میر یحیی اصفهانی     | محیی‌الکُتّاب - میرثانی    | نستعلیق و خطوط‌ششگانه      | درگذشت ۱۰۵۰ ه‍.ق              | برادر زن و شاگرد میرعماد پیرو شیوه میرعلی هروی                                                                           | [ ۱۵۸ ] [ ۳۷۰ ] |
| یحیی دولت‌آبادی       | حاج میرزاسید            | نستعلیق                   | ۱۲۴۱–۱۳۱۸ ش                 | سیاستمدار و از پیشقدمان فرهنگ نوین در ایران و نماینده مجلس شورای ملی، شاگرد شاعر و نویسنده و شاگرد غلامرضا اصفهانی       | [ ۱۶ ] [ ۳۷۱ ]  |
| یحیی دیلمی           |                         | نستعلیق                   | درگذشت ۱۰۲۴ ه‍.ق              | با دانشمند و فیلسوف قدیمی مسیحی که علی دستور داد او را از فارس براندازند و دیرش را ویران سازند اشتباه نشود               | [ ۳۷۲ ] [ ۳۷۳ ] |
| یحیی قزوینی          | ملا                     | نستعلیق                   | درگذشت ۱۰۲۴ ه‍.ق              | خواهرزاده میرعماد که در قزوین زندگی می‌کرد                                                                                | [ ۳۷۴ ]         |
| سیف‌الله یزدانی       |                         | نستعلیق                   | ۱۳۱۰–۱۳۶۲ ش                 | شاگرد علی اکبر کاوه و حسین میرخانی                                                                                       | [ ۳۷۵ ]         |
| قطب‌الدین یزدی        |                         | نستعلیق                   | سده دهم                     | شاگرد مالک دیلمی و شاه‌محمود نیشابوری                                                                                     | [ ۳۷۶ ]         |
| میرزا حسن یزدی       |                         | شکسته نستعلیق             | اواخر سیزدهم، اوایل چهاردهم | شکسته‌نویس بزرگ شهر یزد                                                                                                   | [ ۳۷۷ ]         |
| محمدباقر یزدی        |                         | شکسته نستعلیق             | سده سیزدهم                  | معمولاً دروسط صفحه امضاء خودرا می‌نوشته                                                                                    | [ ۳۶۹ ]         |
| عبدالعلی یزدی        |                         | نسخ و شکسته نستعلیق       | درگذشت پس از ۱۳۴۷ ه‍.ق        | | [ ۱۶ ]          |
| یوسف مشهدی           |                         | خطوط ششگانه               | درگذشت حدود ۷۰۰ه‍.ق           | از شاگردان یاقوت مستعصمی                                                                                                 | [ ۱۱۵ ]         |
| یوسف‌علی سبز مشهدی    |                         | نستعلیق                   | سده نهم                     | شیوه سلطان‌علی مشهدی را دنبال می‌کرد                                                                                       | [ ۳۷۸ ]         |
| محمد حسام آذربایجانی |                         | نستعلیق                   | حاضر                        | شیوه قدما |                 |
|                      |                         |                           |                             | |                 |